# Musée alsacien
Ne doit pas être confondu avec Musée alsacien de Haguenau.
Le Musée alsacien de la ville de Strasbourg est un musée d’arts et traditions populaires, présentant les témoignages de la vie alsacienne traditionnelle du XVIIIe au XXe siècle. Eléments d'habitat, mobilier, objets du quotidien, céramiques, costumes, objets religieux, jouets, artisanat sont présentés pour certains dans des reconstitutions d’intérieurs et d’ateliers d’artisans. Le Musée alsacien est notamment dépositaire depuis l’origine d’une importante collection confiée par la Société d'histoire des Israélites d'Alsace et de Lorraine, aujourd'hui Société d'Etude du Judaïsme d'Alsace-Lorraine permettant de présenter, en association aux collections dont le musée est propriétaire, le patrimoine culturel des Juifs d’Alsace.
Développant plus de 1 600 m2 de salles d'exposition, il occupe, à proximité de la place du Corbeau, trois bâtiments mitoyens situés au bord de l’Ill aux nos  23, 24 et 25 du quai Saint-Nicolas, partiellement inscrits  aux monuments historiques.
Le Musée alsacien a fermé ses portes pour travaux le 7 juillet 2025. Sa réouverture est prévue en 2027. 

## Histoire

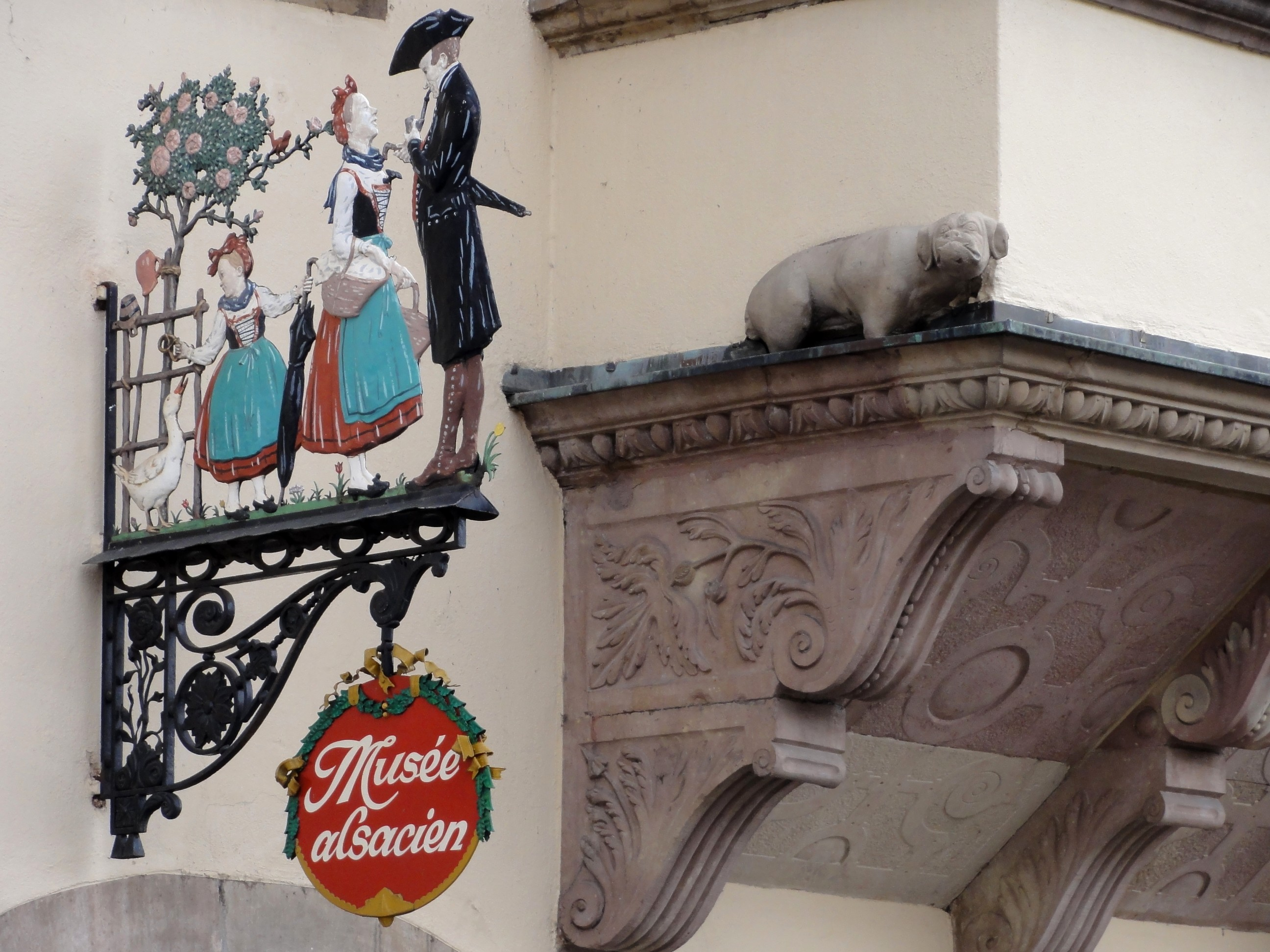
Enseigne du Musée alsacien par Paul Braunagel.

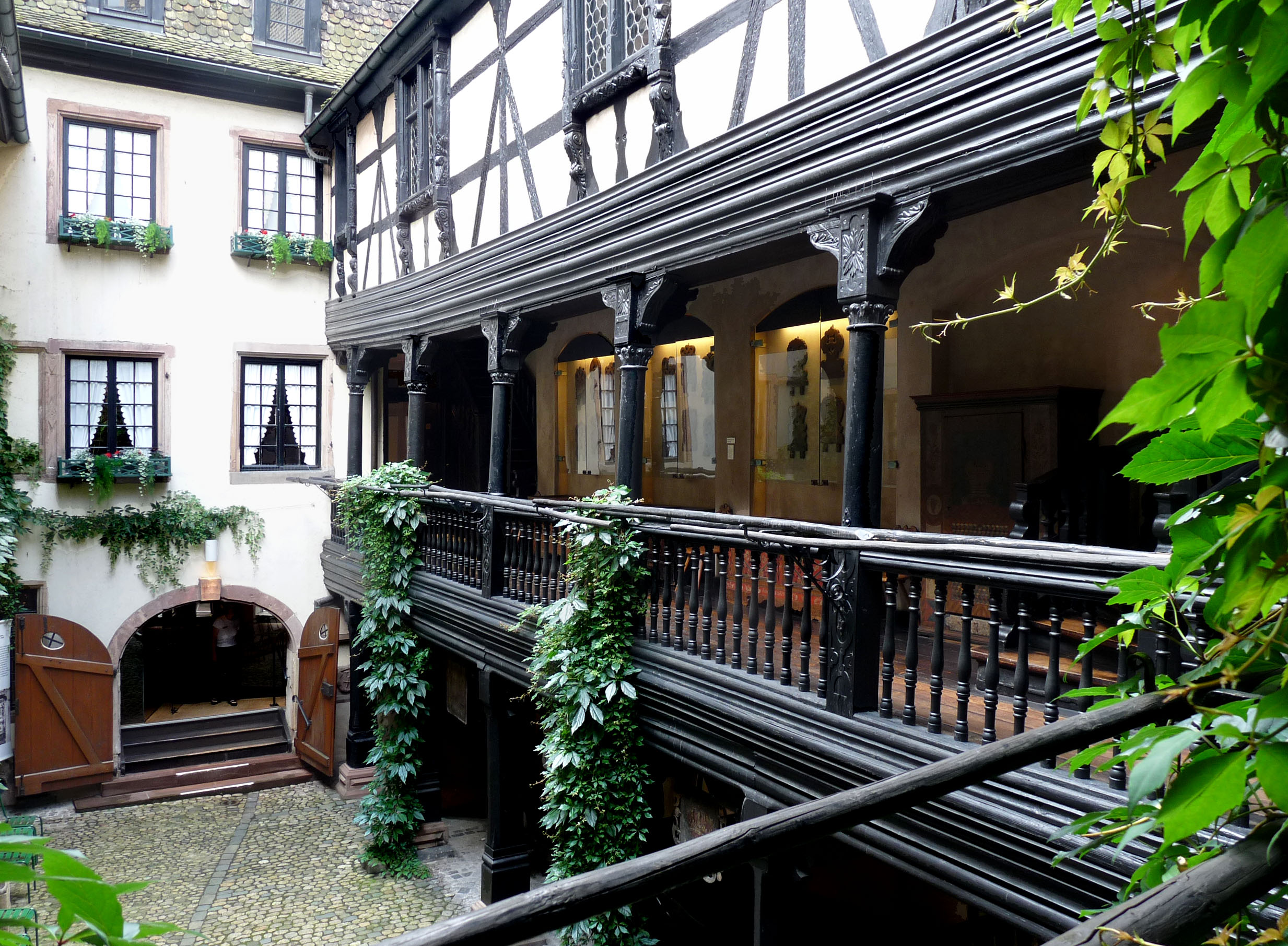
Cour intérieure et coursive de 1622.

Alors que l’Alsace et une partie de la Lorraine se retrouvent annexées à l'Empire allemand (1871-1918), certains artistes et écrivains attachés à la culture alsacienne décident, à l'impulsion de l'artiste Charles Spindler, de fonder en 1898 la Revue alsacienne illustrée. Elle contient des articles sur le patrimoine et la culture de la région, des descriptions de lieux emblématiques, d'objets typiques, des écrits en dialecte, illustrés par des artistes alsaciens. C’est dans la publication du mois d'avril 1900 qu'il est fait mention pour la première fois du projet de création d’un « musée ethnographique alsacien ».
Le 3 novembre 1902, en l’étude de maître Alfred Ritleng à Strasbourg, a lieu l’assemblée générale fondatrice. Il y est donné lecture de l’acte de constitution de la société du futur musée. Parmi les fondateurs, le Dr Pierre Bucher, le Dr Ferdinand Dollinger et son frère Léon Dollinger, Anselme Laugel, Fritz Kiener, l’archéologue Robert Forrer et le Dr Auguste Kassel. L’artiste Charles Spindler, absent de la réunion, offre à la Société en formation une série d’aquarelles originales des illustrations de son ouvrage Costumes et coutumes d’Alsace publié en 1902 avec Anselme Laugel, en échange d’une part sociale de cinq cents marks. Ce sont les premières acquisitions du futur musée. Georges Ritleng, directeur de l’École des Arts décoratifs de Strasbourg, est nommé président d’honneur. La Société du Musée alsacien, issue du comité de rédaction de la Revue alsacienne illustréeacquiert en 1904 la propriété d’un immeuble situé 23 quai Saint-Nicolas, choisi pour son cachet et sa position proche du centre ville.
Le musée ouvre ses portes au public le 11 mai 1907. À cette occasion une "Kermesse paysanne" est organisée du 29 au 31 mai 1907 au bénéfice des « Colonies de Vacances ». Les dames de la bonne société ont endossé des costumes traditionnels de paysannes alsaciennes et le musée est décoré "à l'imitation des kermesses villageoises". Des comptoirs de vente proposent des objets et de la nourriture typiques. Les épouses des sociétaires organisent la vente et tiennent les stands. Cette kermesse remporte un franc succès, au point que l'année suivante est organisée une nouvelle fêtesur le thème du roman d'Erckmann-Chatrian, "Madame Thérèse"

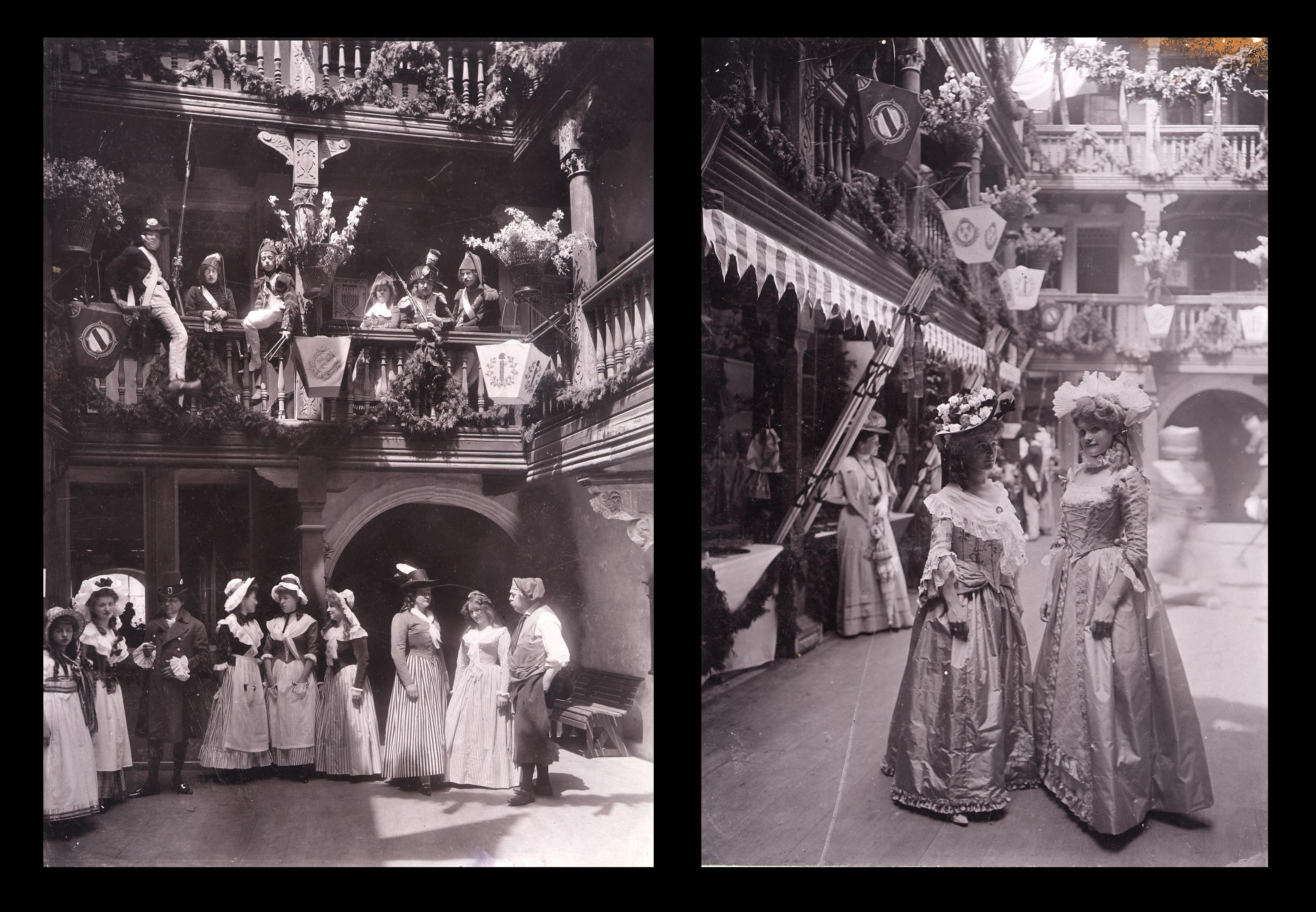
Kermesse au musée alsacien du 22 au 25 mai 1908.

Le "Bazar Erckmann-Chatrian" a lieu du 22 au 35 mai 1908. Désireux d’exprimer leurs sentiments francophiles, les organisateurs décident de se costumer en personnages de Madame Thérèse et d’Histoire d’un paysan, deux romans patriotiques décrivant des personnages héroïques prêts à tout pour sauver leur territoire. Dans l’Alsace annexée et en plein débat sur la revendication d’une constitution, ces œuvres littéraires possèdent une résonance toute particulière auprès des milieux gravitant autour du Musée alsacien. Les autorités allemandes laissent faire, mais cette manifestation célébrant la France ne passe pas inaperçue.
Quelques années plus tard, dans le contexte de la première guerre mondiale, ces mêmes autorités décident de liquider l'entreprise « Société du Musée alsacien ». La municipalité de Strasbourg reprend alors à son compte l'établissement en 1917, remboursant progressivement les actionnaires et intégrant le Musée alsacien à l'ensemble des Musées de Strasbourg. Le maire nomme à sa tête un conservateur, Adolphe Riff, qui reste en poste de 1918 à 1952. Hans Haug, directeur des musées de Strasbourg, se charge alors du Musée alsacien et sera assisté à partir de 1958 de Roger Henninger.
Entre 1969 et 1985, le conservateur Georges Klein organise les collections et présente de nombreuses expositions à thème. Il mène à bien l’extension du musée dans les deux immeubles voisins (les numéros 24 et 25 quai Saint-Nicolas) et l’aménagement de nouvelles salles permanentes. Sous son impulsion et celle de son successeur Malou Schneider, le Musée alsacien devient l'un des plus importants musées d'arts et traditions populaires de France.
Deux salles du troisième étage ont longtemps été consacrées à l’œuvre du pasteur et pédagogue Jean-Frédéric Oberlin. La collection est proposée en dépôt au musée Jean-Frédéric-Oberlin à Waldersbach, jusqu'alors  installé dans le presbytère du village. Cela lui permet de s'agrandir et de se transformer pour rouvrir au public en 2003.
Après les festivités du centenaire de son ouverture en 2007, le Musée alsacien a connu six mois de travaux de mise aux normes de sécurité des œuvres et des personnes et a rouvert au public depuis le 15 octobre 2008.
Après cette date, différents événements ont eu lieu. Les conservatrices suivantes, Elisabeth Shimmels, Marie Pottecher et leurs assistants ont lié des partenariats avec différentes institutions et associations, entre autres le "Festival du film fantastique" de Strasbourg et l'Institut d'Ethnologie de l'Unistra.  

## Collections
Le musée conserve près de cinquante mille œuvres. Il en expose actuellement plus de cinq mille qui peuvent être réparties en quelques grands thèmes.

### Vie domestique en Alsace
Aménagements intérieurs, mobilier et objets des maisons alsaciennes traditionnelles sont évoqués à travers des reconstitutions de pièces de vie. Richement décorés, le mobilier et les objets offrent une vision diversifiée de l'art populaire alsacien. Les bouquets de fleurs et la grenade symbolisent la prospérité et la fécondité, tandis que le cœur et les oiseaux représentent l'amour conjugal et la fidélité.
L'architecture traditionnelle alsacienne est représentée ici à travers les maisons à colombages. Ce type d'habitation est bâti à partir des matériaux disponibles sur place comme le bois ou le grès. L'élément le plus caractéristique est l'ossature de bois composée de poutres horizontales et verticales renforcées par des poutres obliques. Le torchis (mélange de lœss, de sable, de paille hachée et d'eau) sert à former les panneaux parfois ornés de motifs décoratifs et d'inscriptions protectrices.
La gross Stub est anciennement la seule pièce chauffée de la maison, à part la cuisine. Elle fait à la fois la fonction de salle de séjour, de salle à manger et de chambre à coucher des parents et du dernier-né, dont les lits se trouvent dans une alcôve.
Le poêle qui s'y trouve, appelé Kachelofe lorsqu'il est composé de carreaux en terre cuite, sert à chauffer la Stub. Il est alimenté depuis la cuisine et la fumée évacuée par un tuyau jusque sous la hotte de la cuisine, permettant par exemple de fumer la viande qui y serait suspendue.

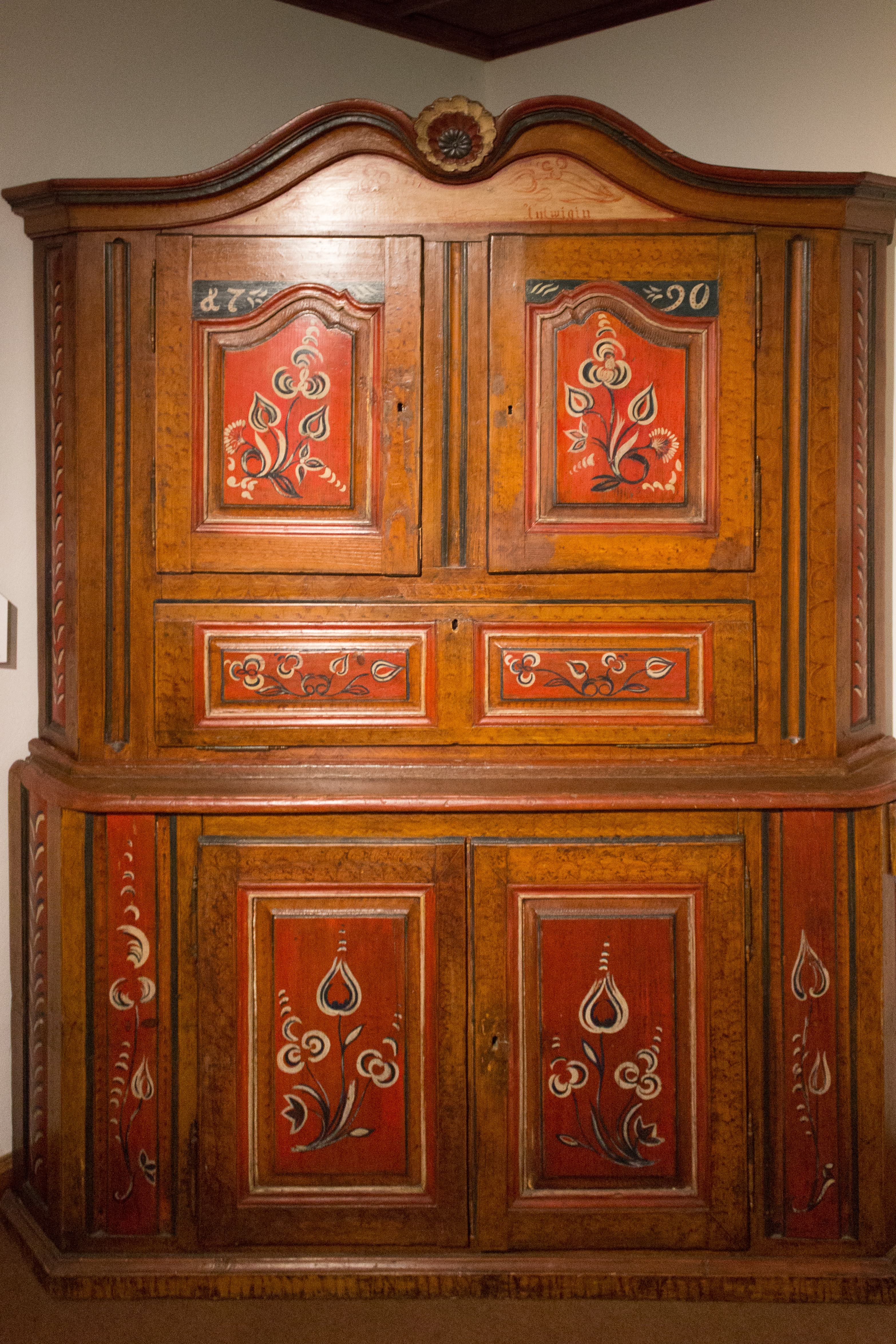
Armoire polychrome
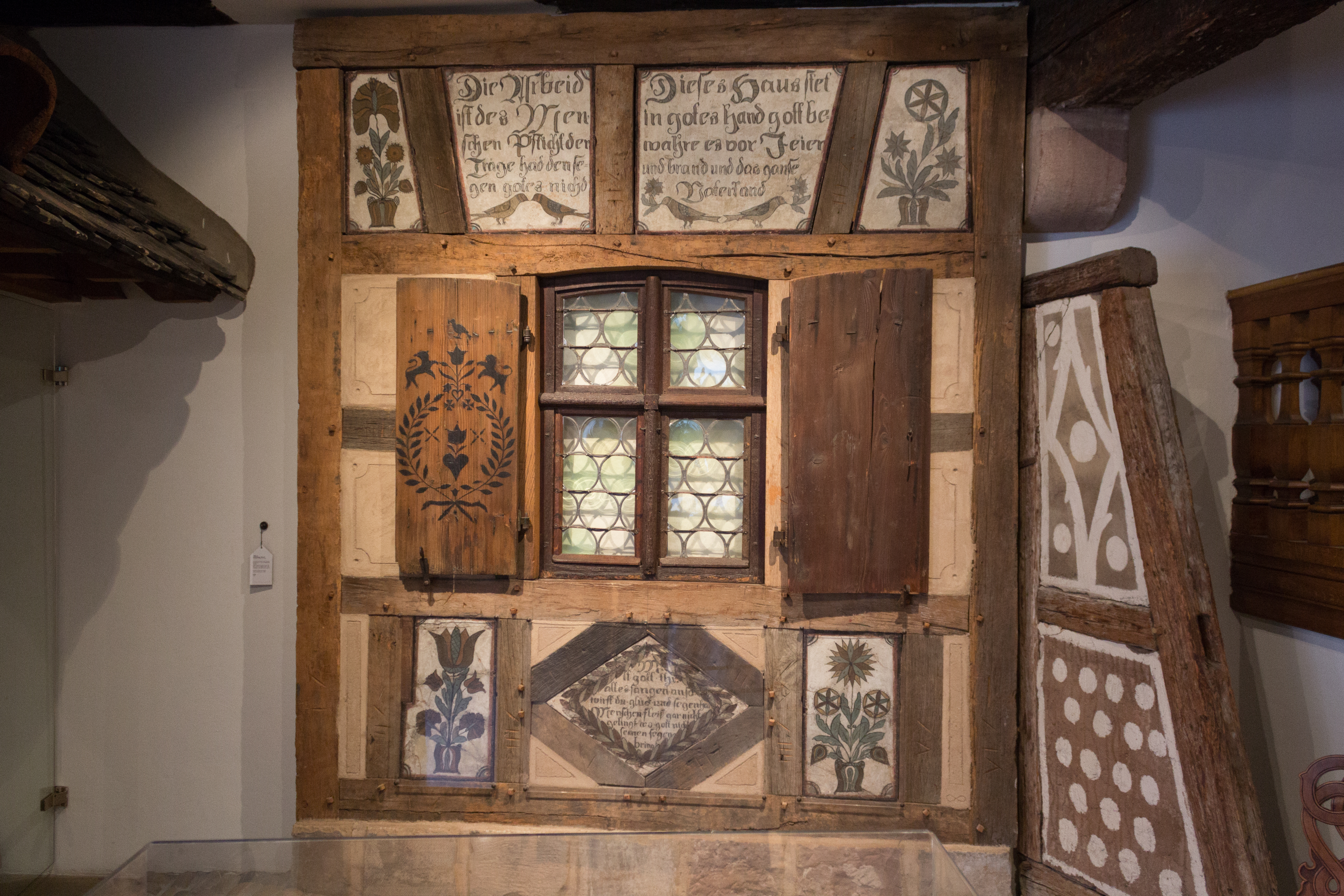
Pan de mur reconstitué d’une ferme d’Issenhausen
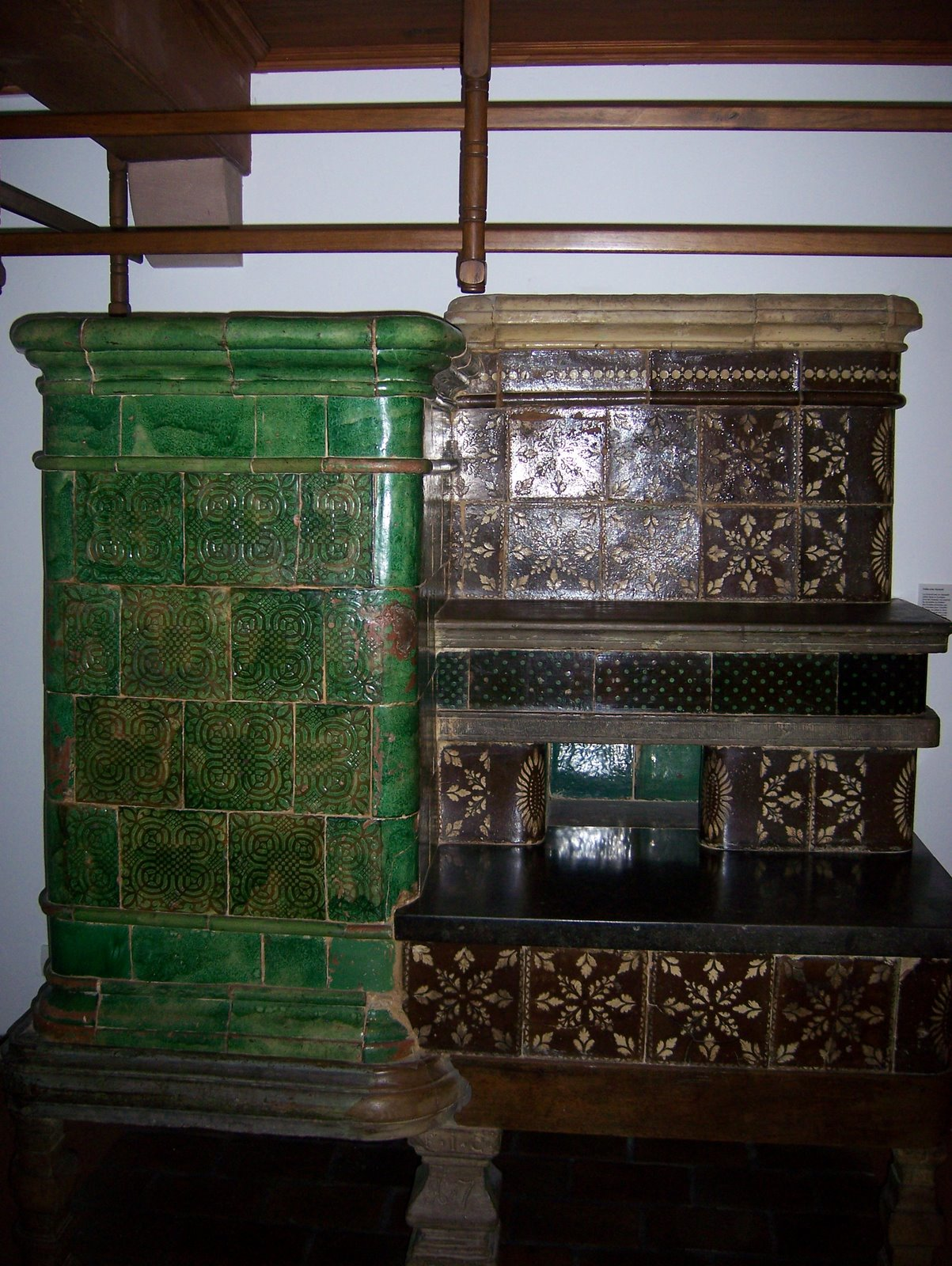
Poêle en faïence

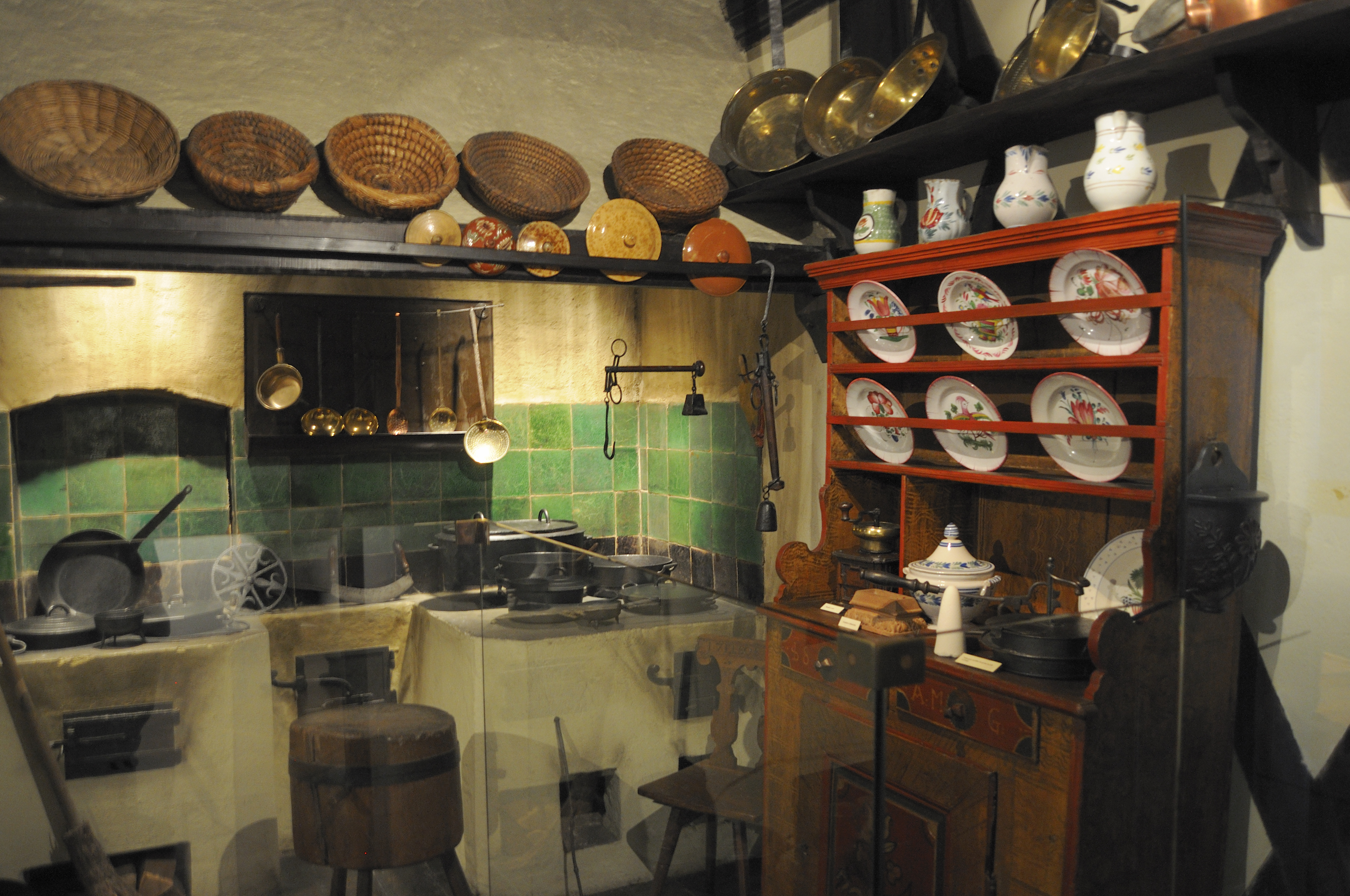
Cuisine paysanne reconstituée
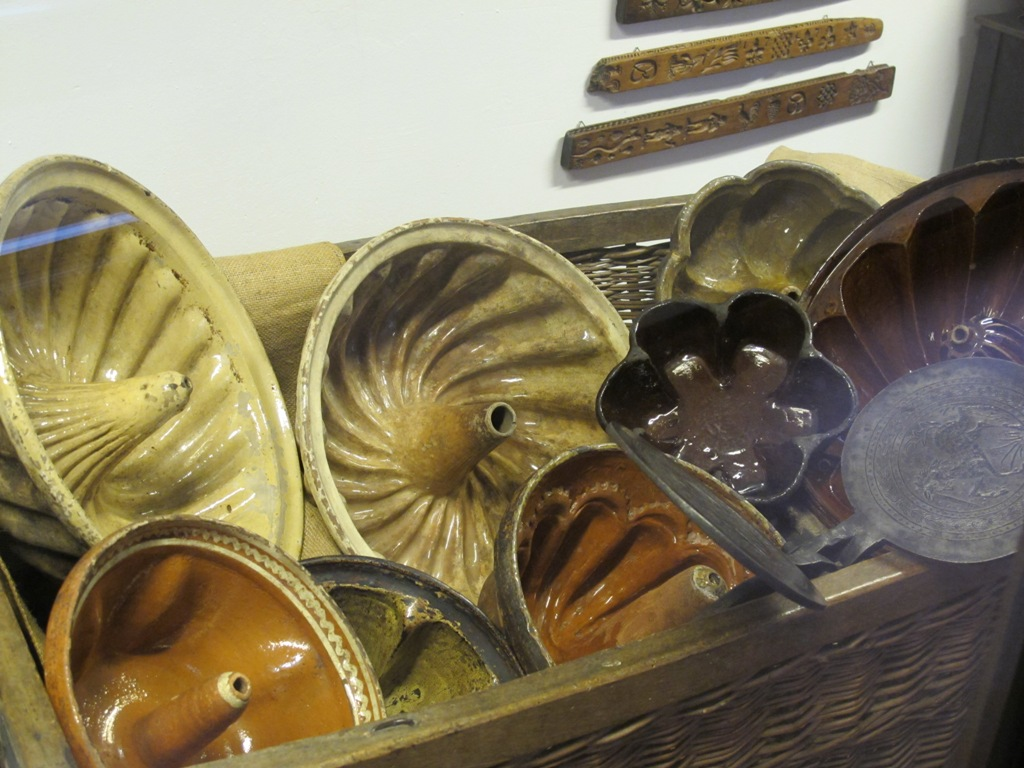
Moules à kougelhopf
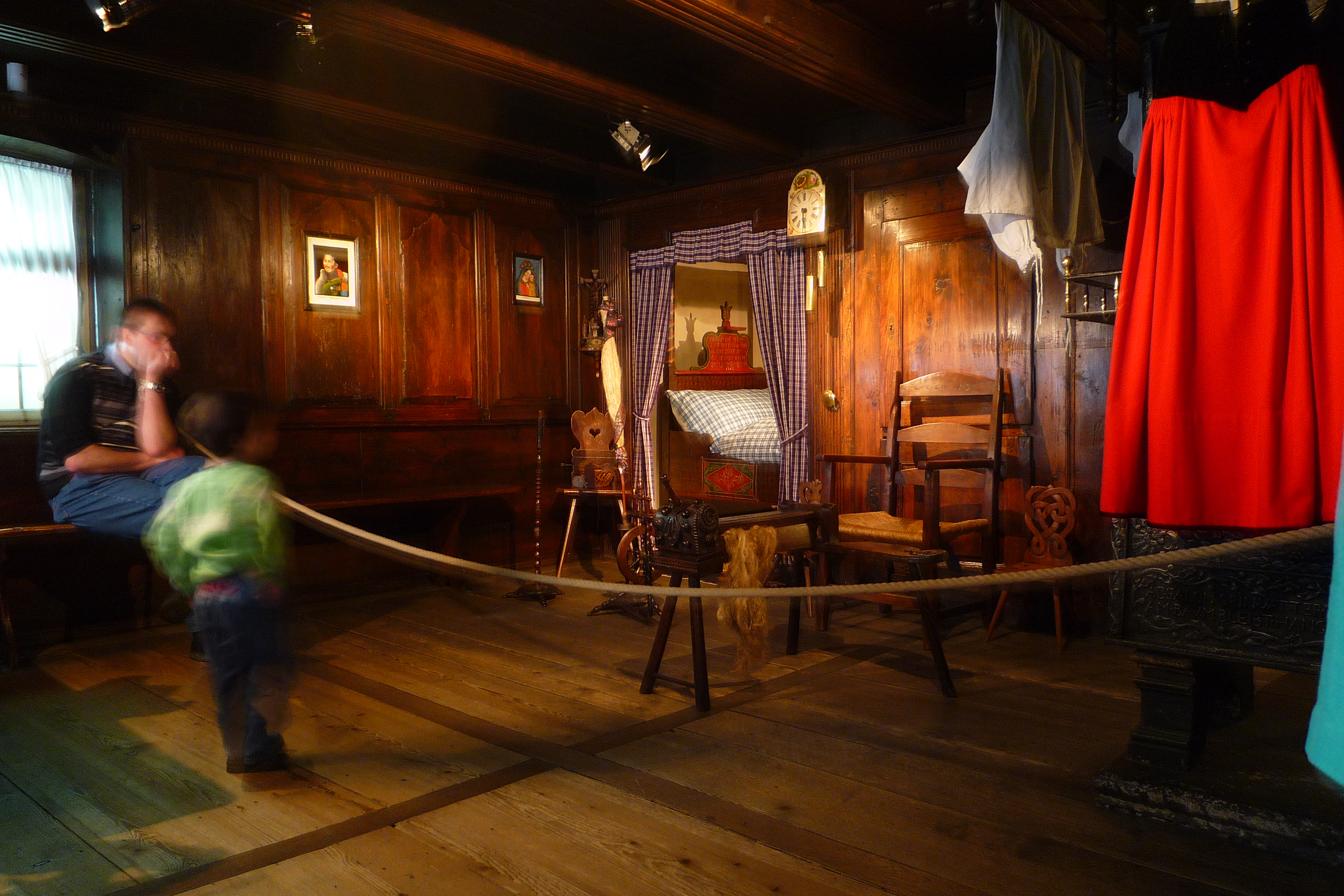
Reconstitution d'une Stub paysanne

### Individu et société
Les temps forts de la vie des Alsaciens d'autrefois sont représentés au deuxième étage du musée. La naissance, la communion, la confirmation, le mariage et la mort sont abordés selon les traditions catholiques, protestantes et juives. Les souvenirs faits à l'issue de ces rites de passage (baptême, communion, conscription, mariage, décès) permettent d'attester des changements dans le statut social des individus au cours de leur vie.
En outre, ces documents témoignent des changements de nationalité des Alsaciens. Avant 1918 le fait de parler alsacien et d'écrire en allemand est la norme pour beaucoup. C'est seulement après la fin de la Première Guerre mondiale et surtout de la seconde, que l'expression populaire se francise, le dialecte et l'allemand étant assimilés à une vision péjorative de l'ennemi, puis du vaincu.
La cohabitation des Catholiques, Protestants et Juifs en Alsace (religions reconnues par le Concordat) est évoquée à travers les riches collections d'objets religieux.
La salle des costumes présente la diversité des tenues de fêtes, notamment féminines, dont les attributs indiquent notamment le village, le statut marital et social et la religion au premier coup d’œil. La fameuse coiffe à nœuds est devenue de plus en plus grande à partir du XXe siècle, et disparaît progressivement à partir des années 1950, au profit de l'urbanisation et du développement de l'industrie de la mode.

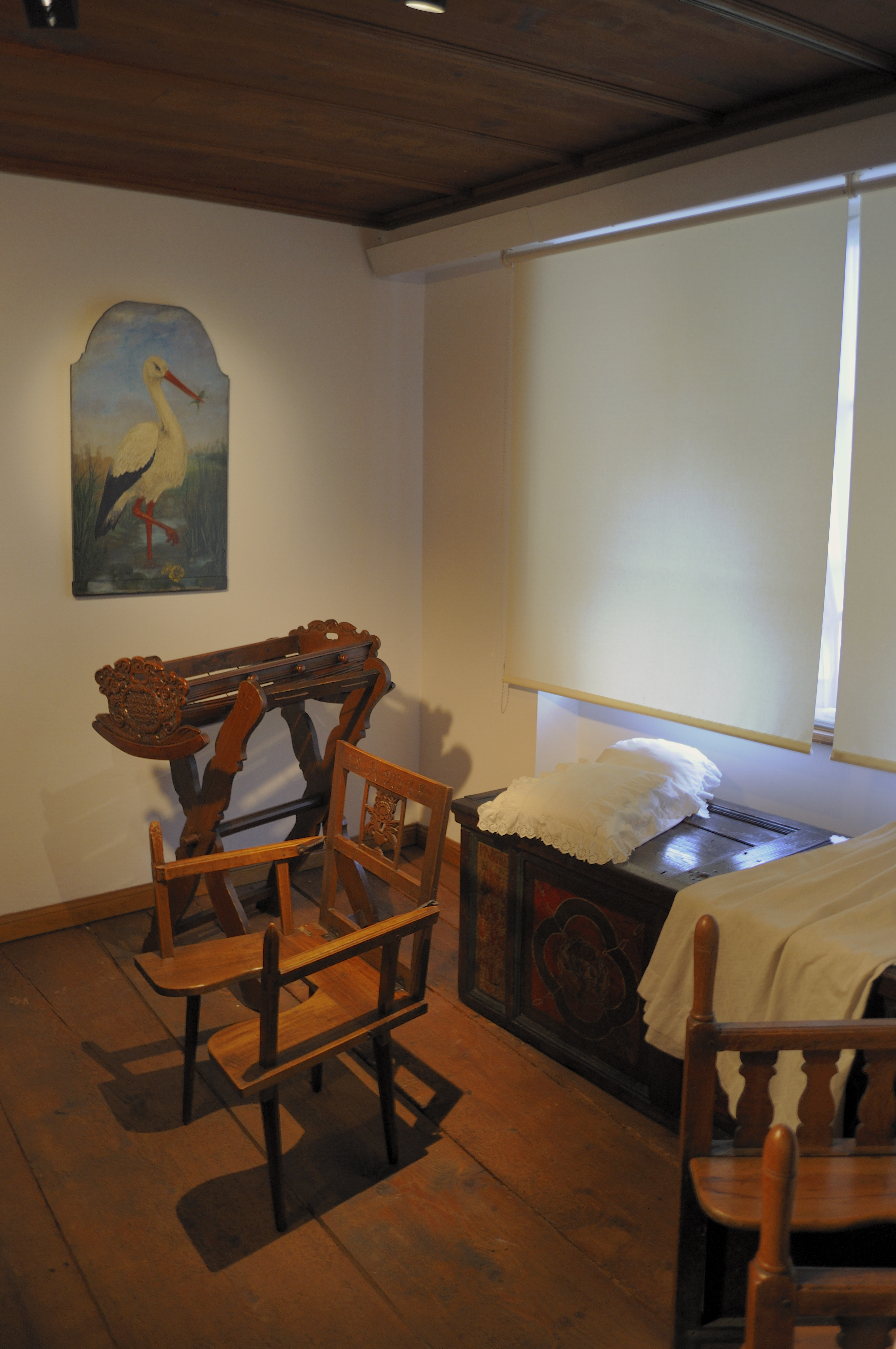
Chaise d'accouchement et berceau
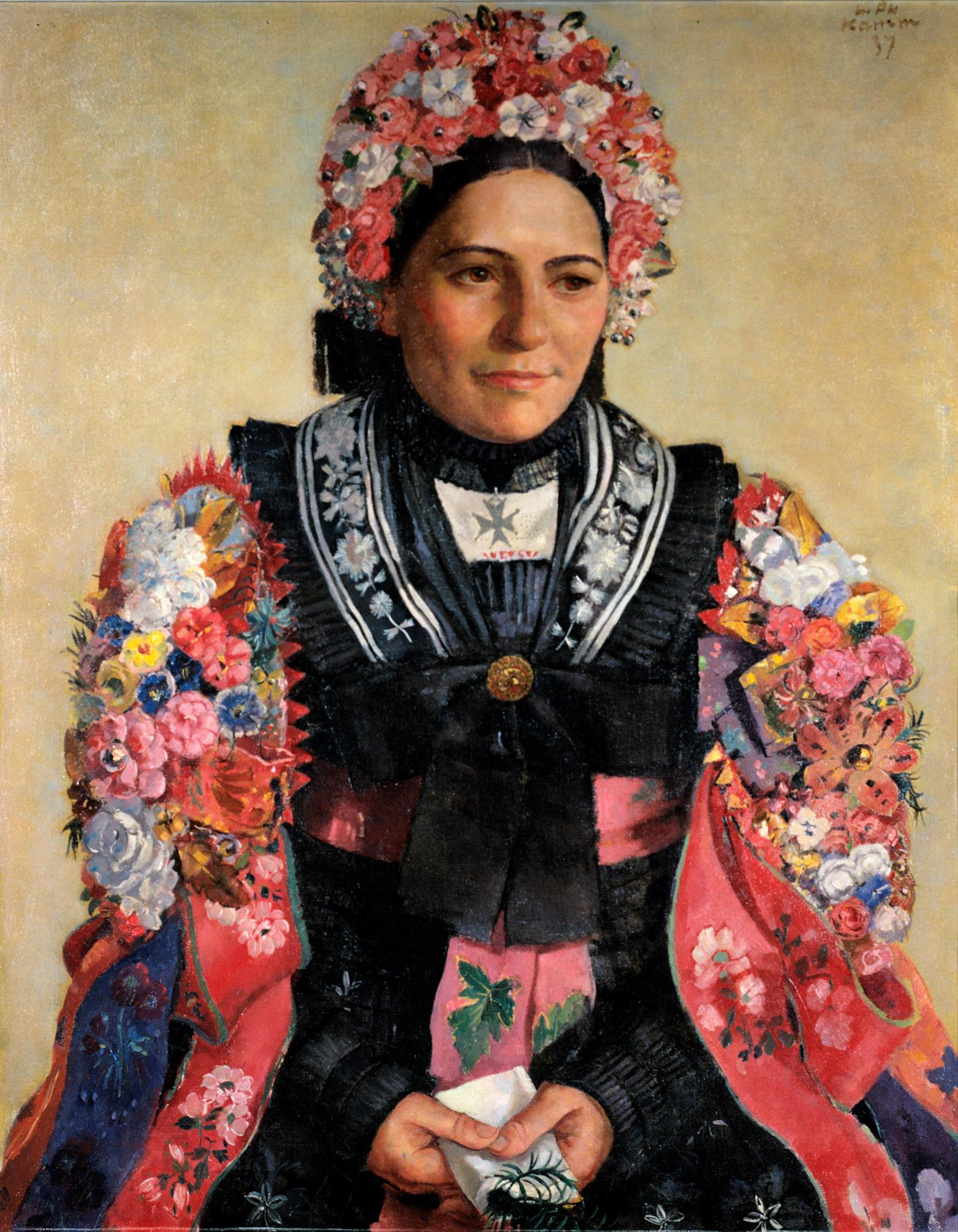
Mariée d'Oberseebach en tenue traditionnelle
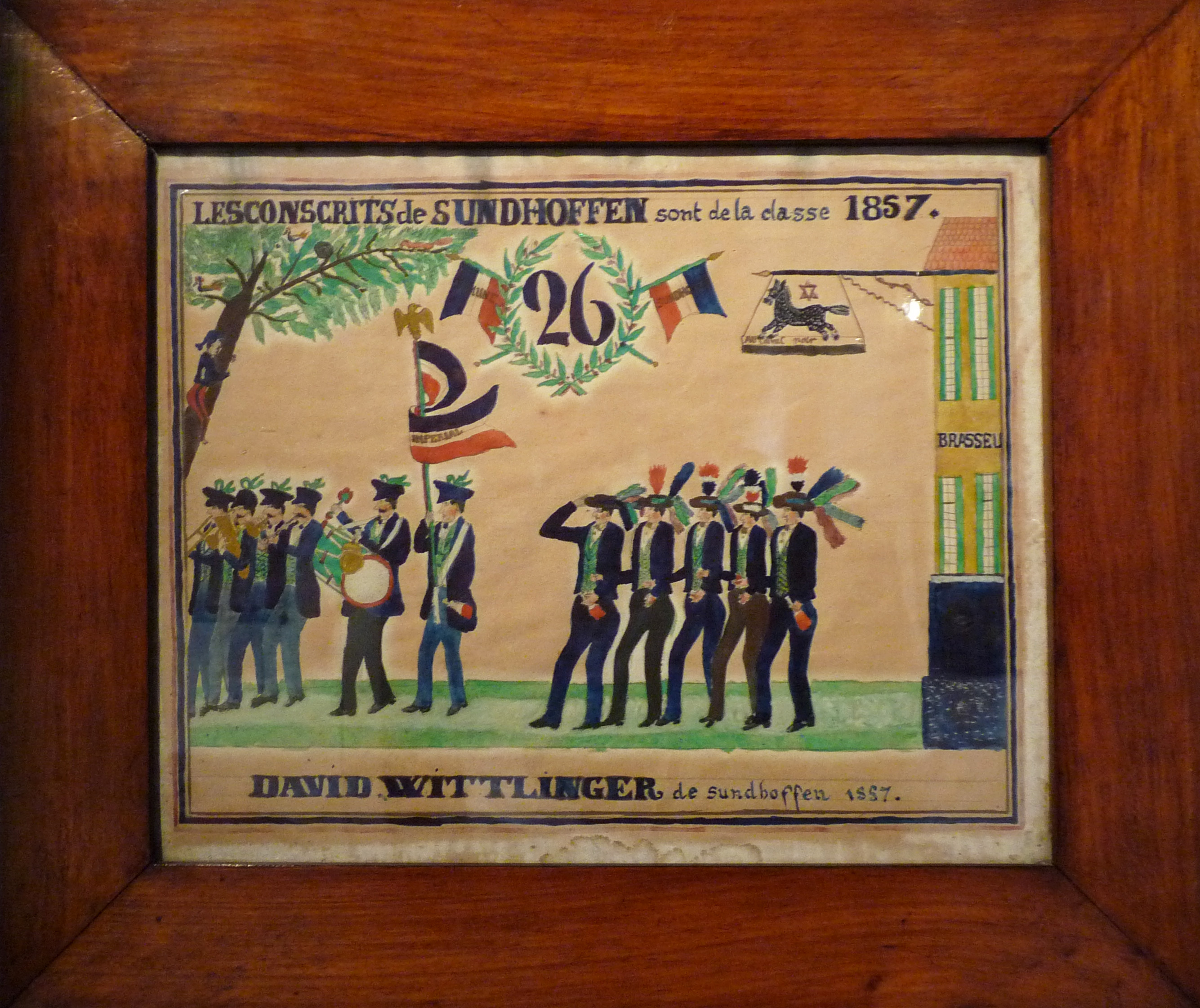
Souvenir de conscription

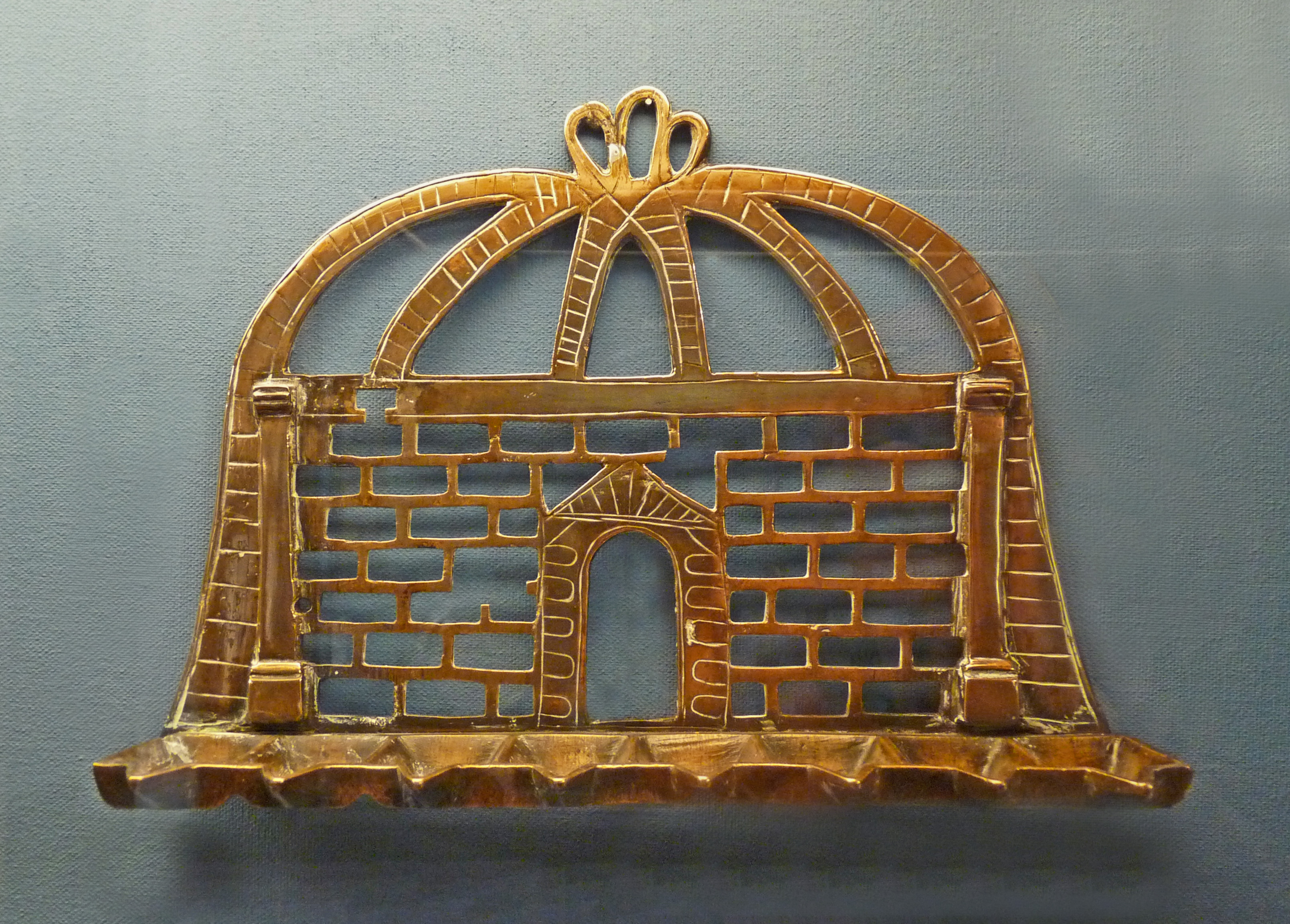
Lampe de Hanoucca
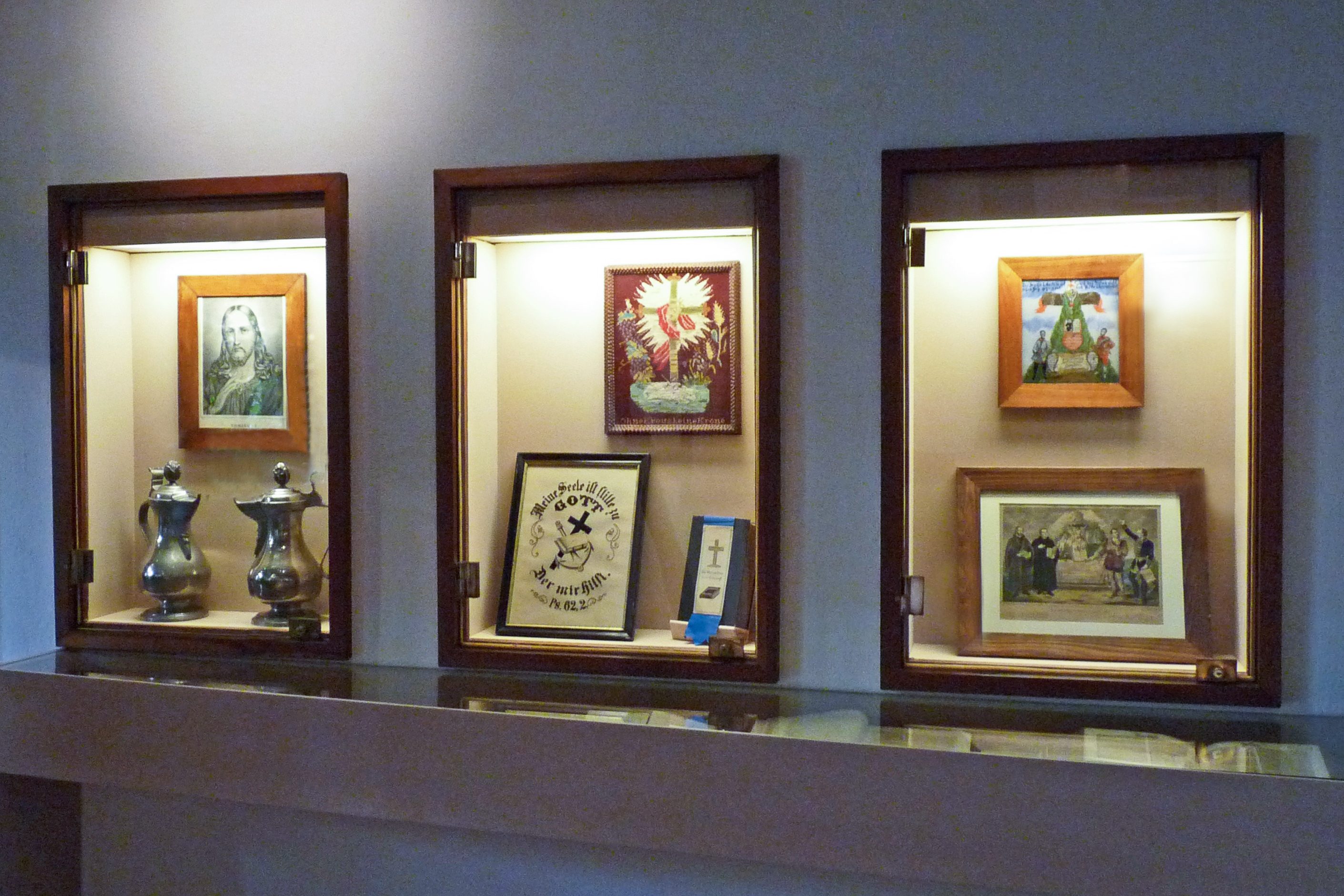
Objets de culte protestants
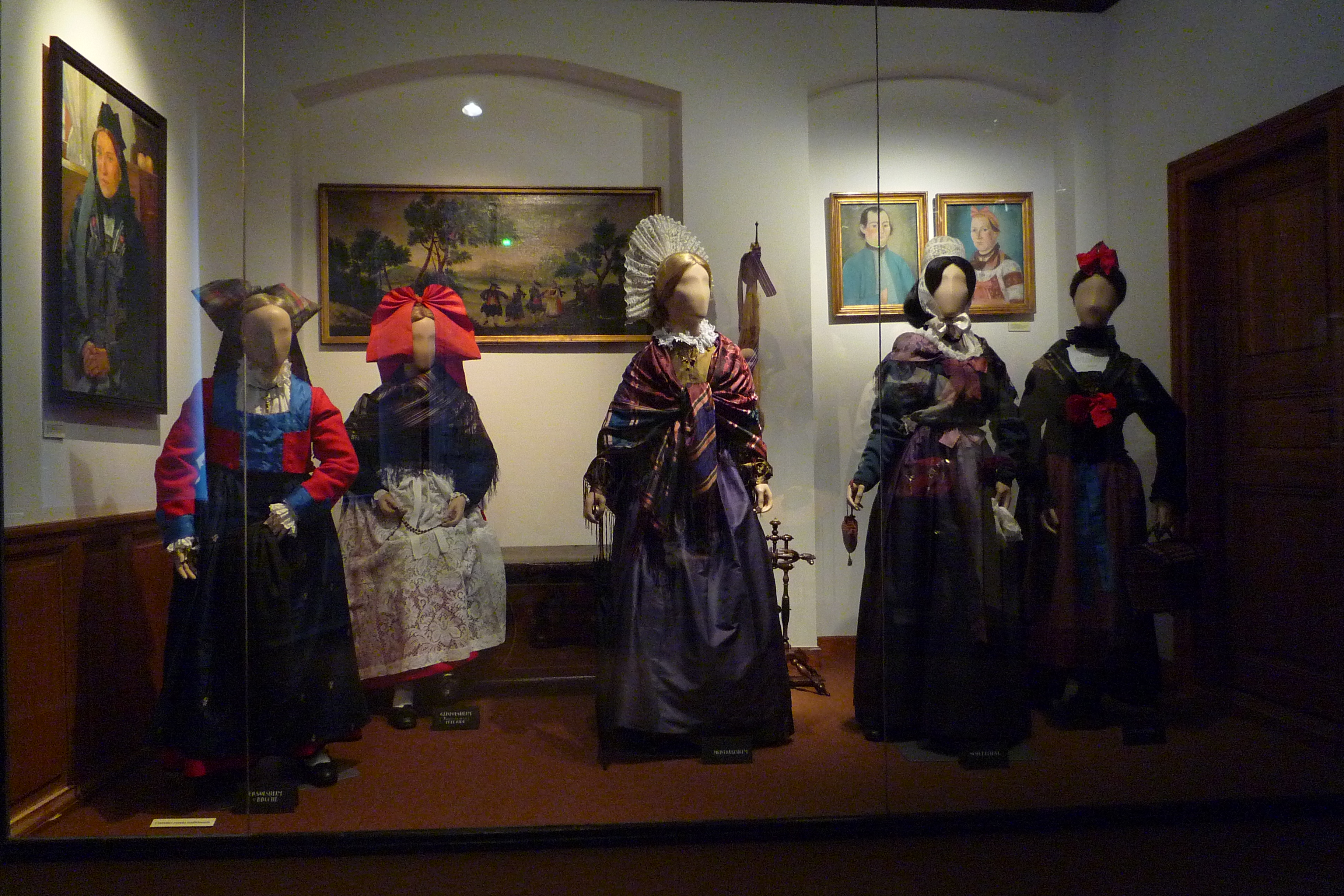
Collection de costumes de fête alsaciens

### Jeux et jouets
Une importante collection de jouets provenant notamment de milieux urbains permet d'apprécier la dimension pédagogique du jeu. Orientées par de tenaces stéréotypes de genre, les maisons de poupées servaient à familiariser les filles avec les tâches ménagères et la gestion de la maison. De leur côté, les garçons apprenaient à faire la guerre en déplaçant leurs petits soldats ou bien ils se préparaient à exercer un métier en jouant avec des fermes en miniature, trains électriques, etc.
Certains jouets ne pouvaient être manipulés par les enfants que pendant les vacances. Les jouets optiques tels que la lanterne magique étaient généralement offerts aux garçons mais manipulés par les adultes à cause de leur fragilité.
L'industrie du jouet était développée surtout en Allemagne à partir de 1830. La succession de jouets fabriqués en Allemagne et plus tard en France témoignent les changements de nationalité qu'a connus la région.

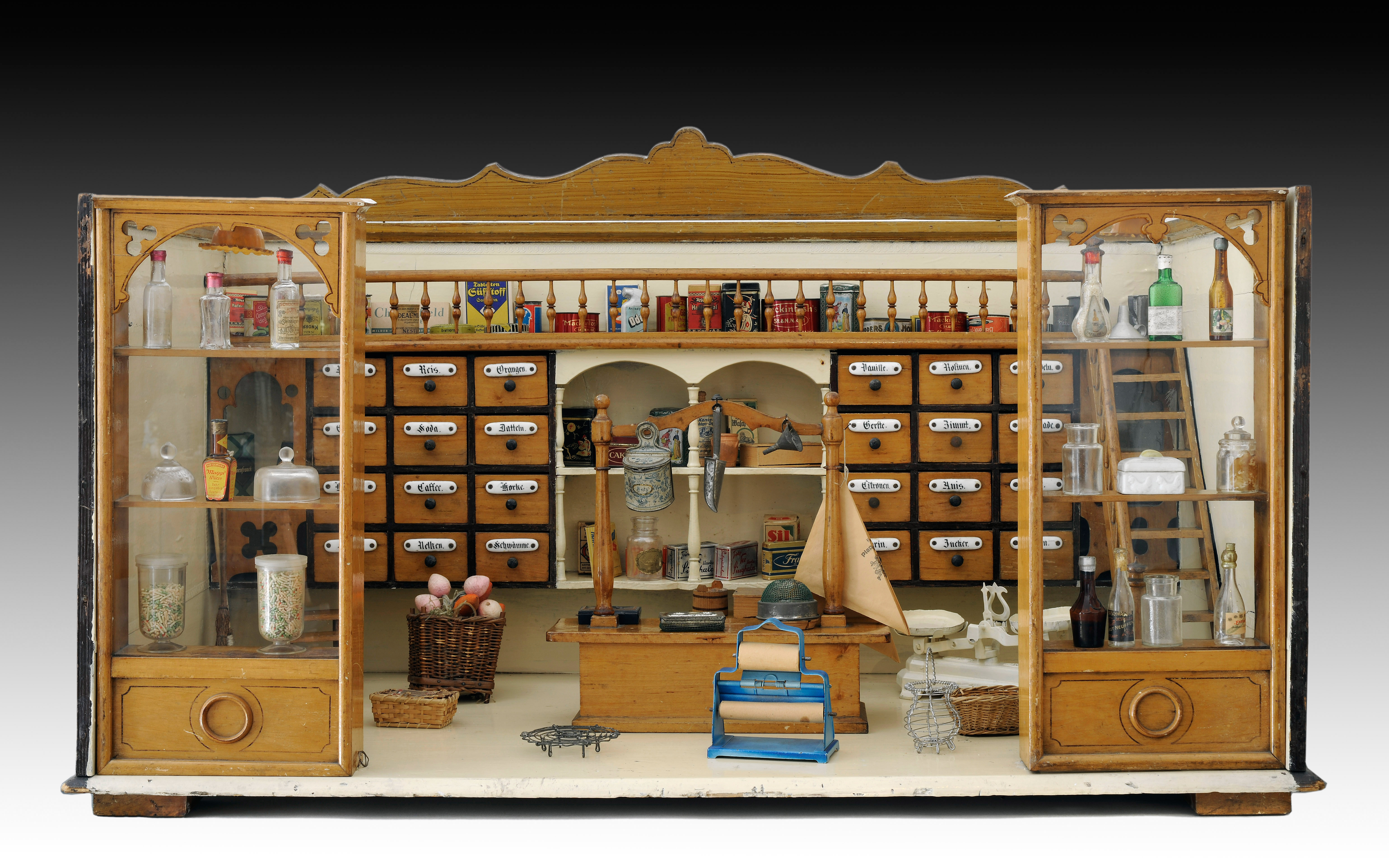
Épicerie poupée provenant de milieu urbain
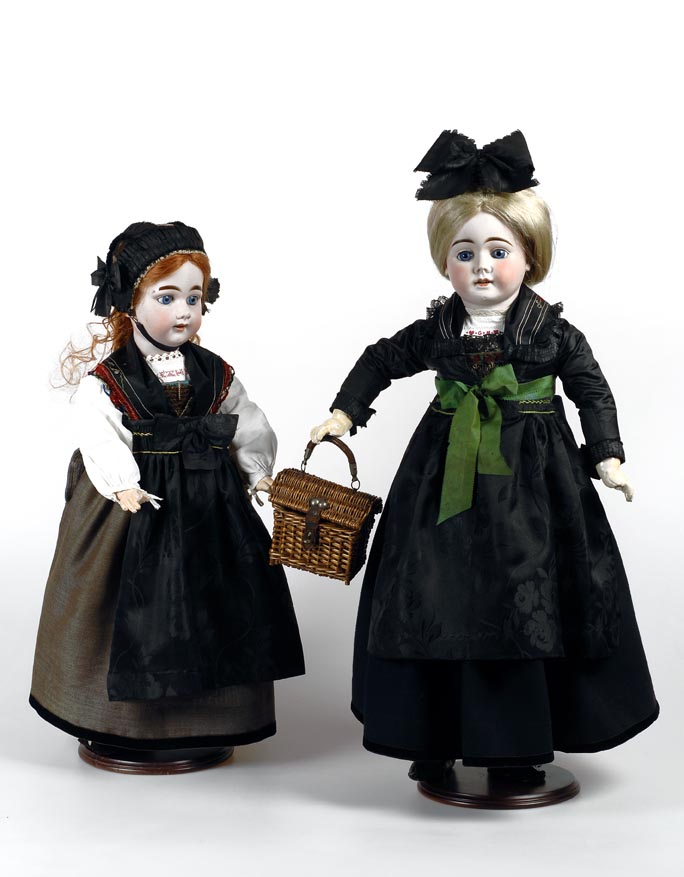
Deux poupées habillées avec des costumes traditionnels
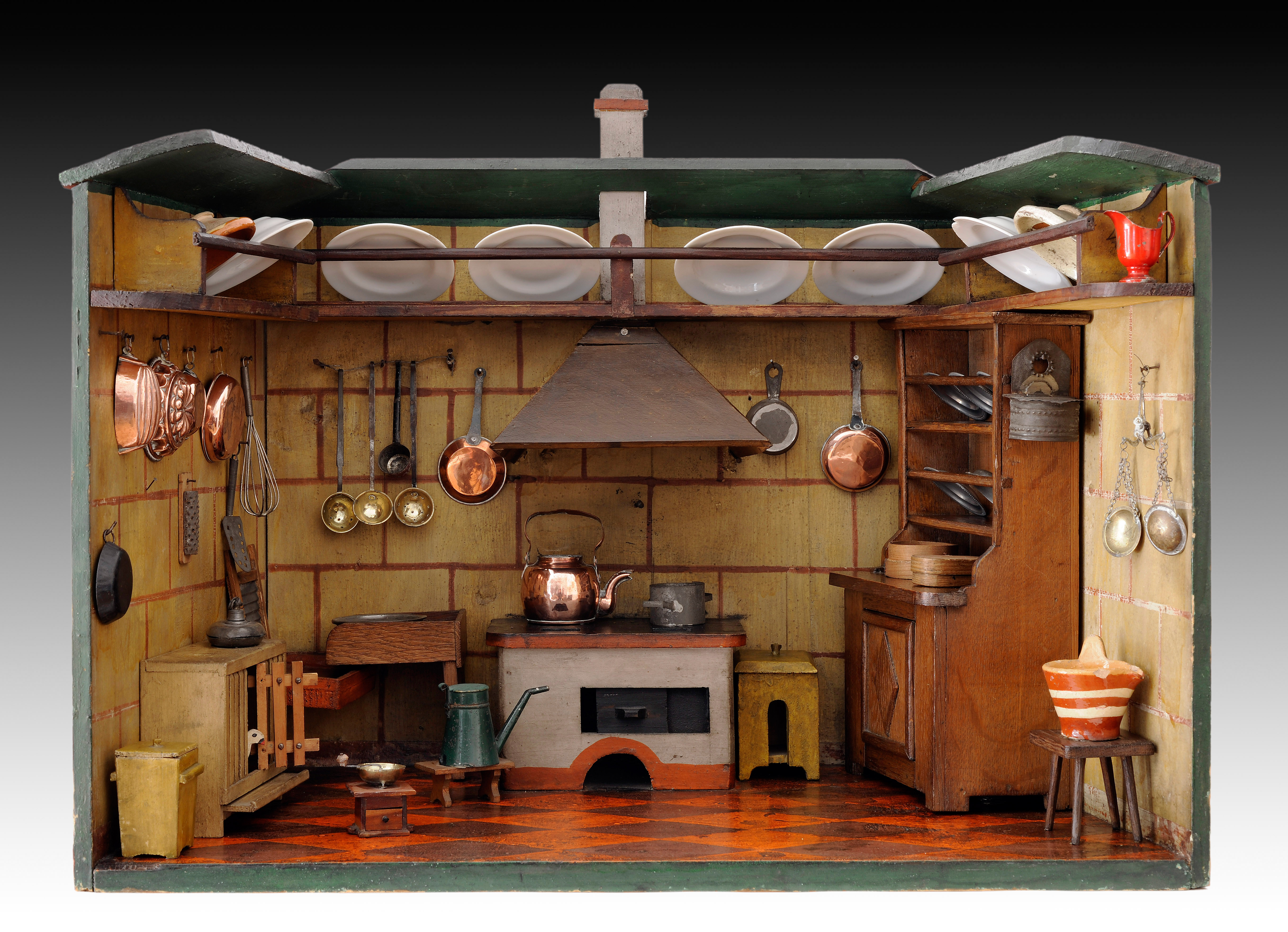
Cuisine de poupée
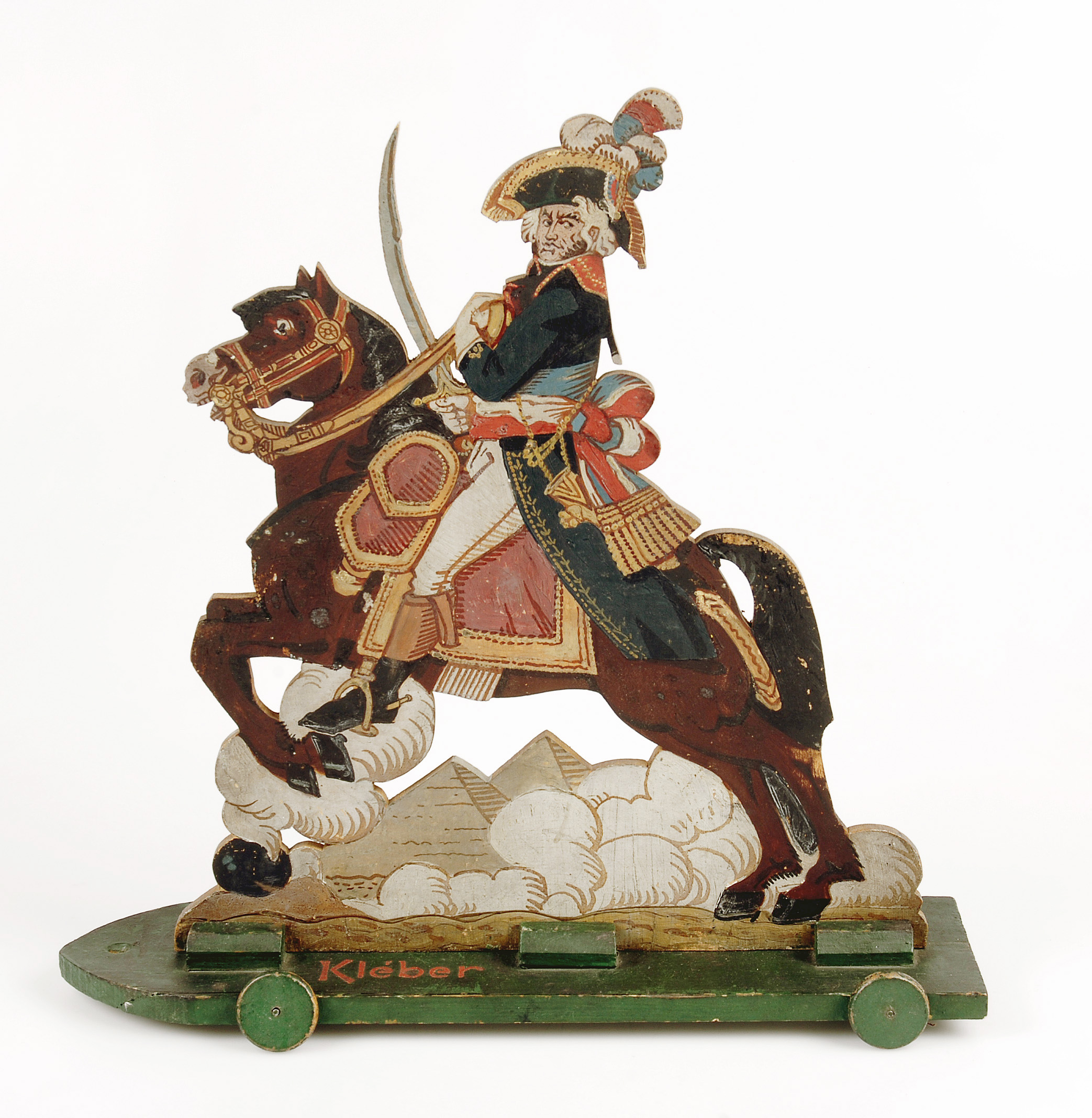
Kléber à roulettes
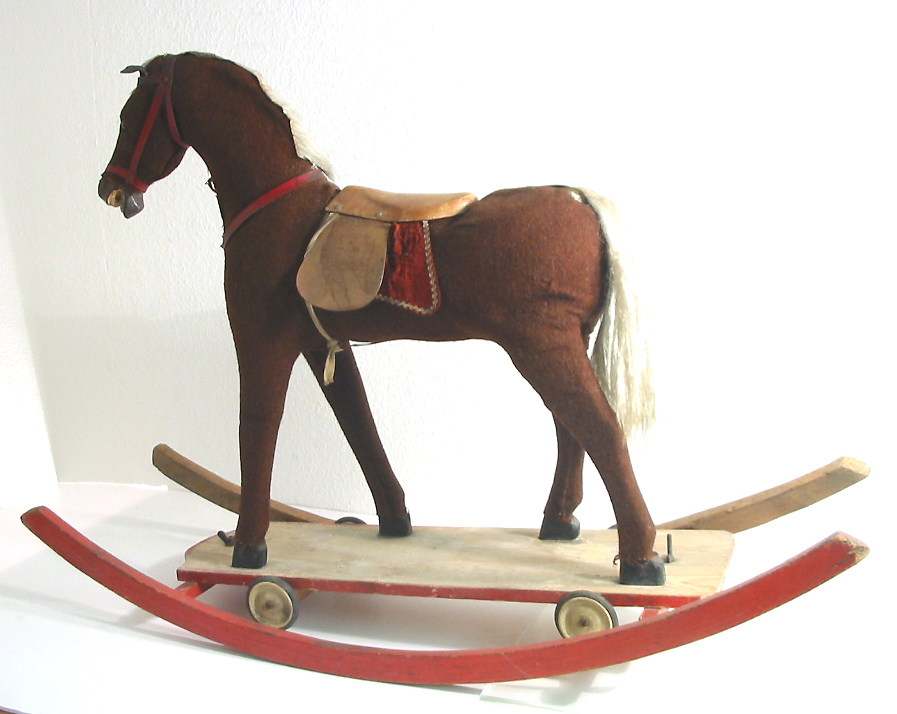
Cheval-jouet

### Productions
Les dernières salles du musée sont consacrées à des savoir-faire traditionnels alsaciens : la viticulture et les marcaires (producteurs de fromage de Munster).
La culture de la vigne fut introduite en Alsace par les Romains. Depuis, elle constitue une des richesses de la région. Les sept cépages d'Alsace (sylvaner, pinot blanc, riesling, muscat, pinot gris, gewurztraminer et pinot noir) donnent leur nom aux vins et quelques grands crus sont liés à des terroirs spécifiques. Les verrous de fûts décorés évoquent certains mythes gréco-romains, tels que la figure de Dionysos-Bacchus, les dauphins ou les sirènes.
La production de fromage munster, par les marcaires, dont le nom vient de l'allemand Melker, a également eu sa place au musée à travers l'évocation d'une marcairie ou ferme occupée durant l'estive, lorsque les vaches sont montées en altitude.

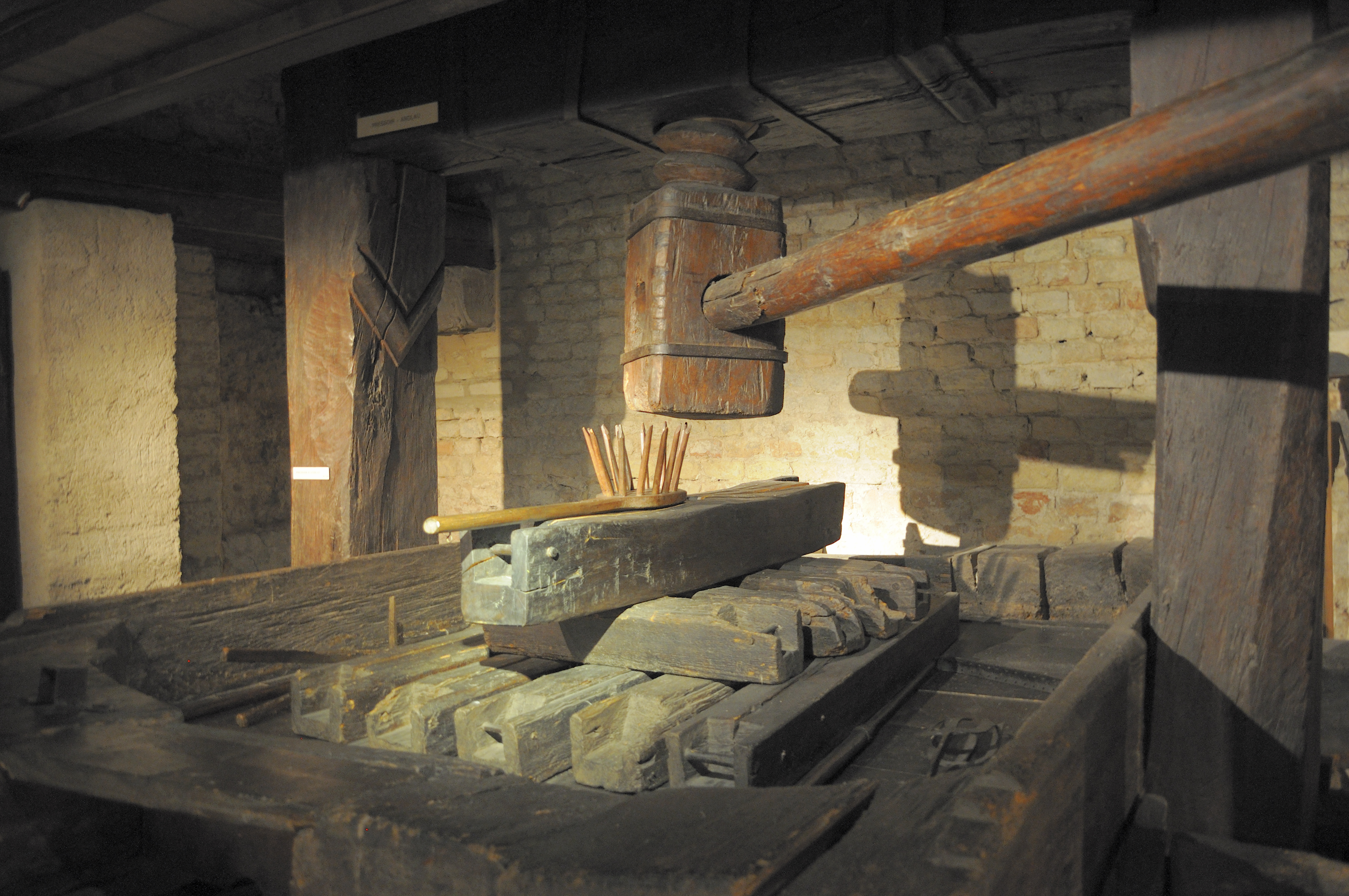
Pressoir
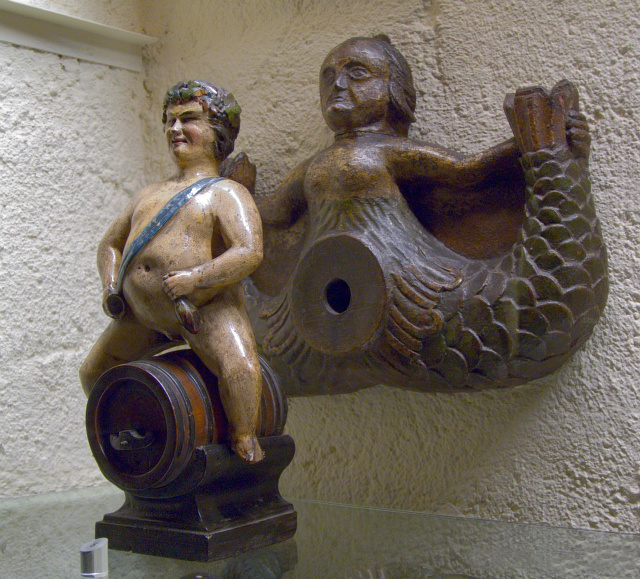
Bacchus et sirène
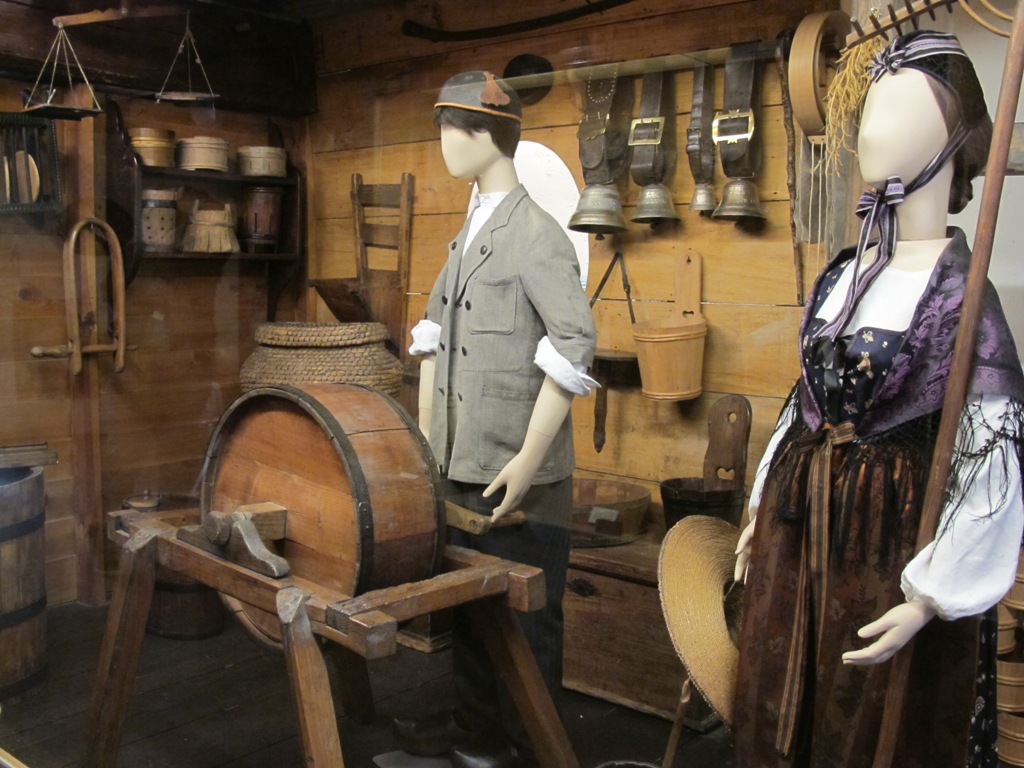
Marcaires de la vallée de Munster

### Imagerie populaire
L'imagerie en papier est très variée en Alsace. Elle est très liée à la notion de souvenir et va de l'image peinte à l'image découpée ou canivet et connaît un grand succès sous sa forme imprimée. L'un des principaux centres de production d'imagerie populaire d'Europe se trouve à Wissembourg, dans le nord de l'Alsace. Fondée en 1835 par Jean Frédéric Wentzel, cette entreprise connut une importante diffusion grâce à l'apparition de la lithographie au XIXe siècle.La production concerne surtout les figurines militaires, maquettes à découper, images pédagogiques et une abondante imagerie religieuse concernant les trois confessions alors présentes en Alsace. La sensibilité du papier à la lumière rend sa présentation au public assez rare.

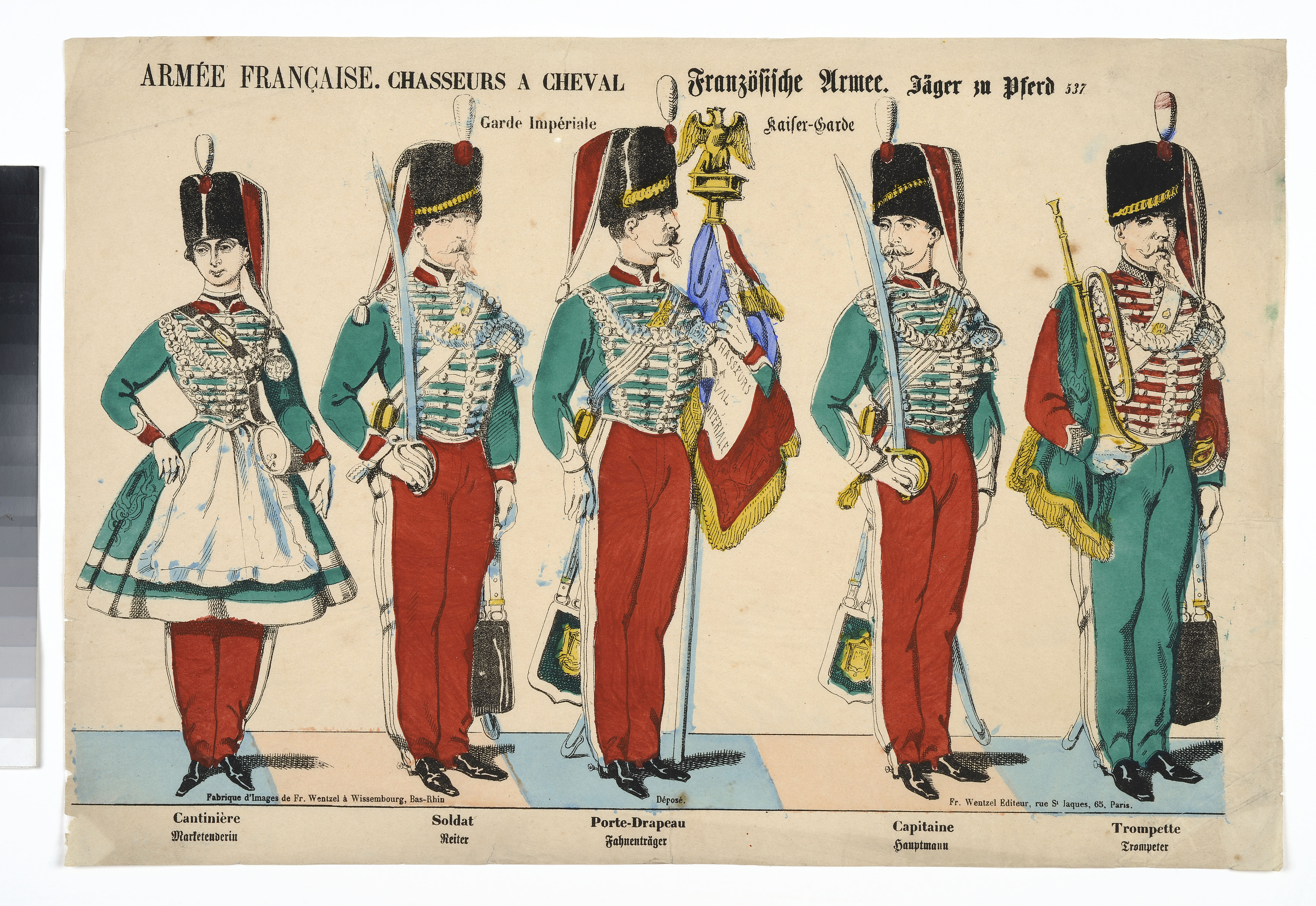
Soldats à découper
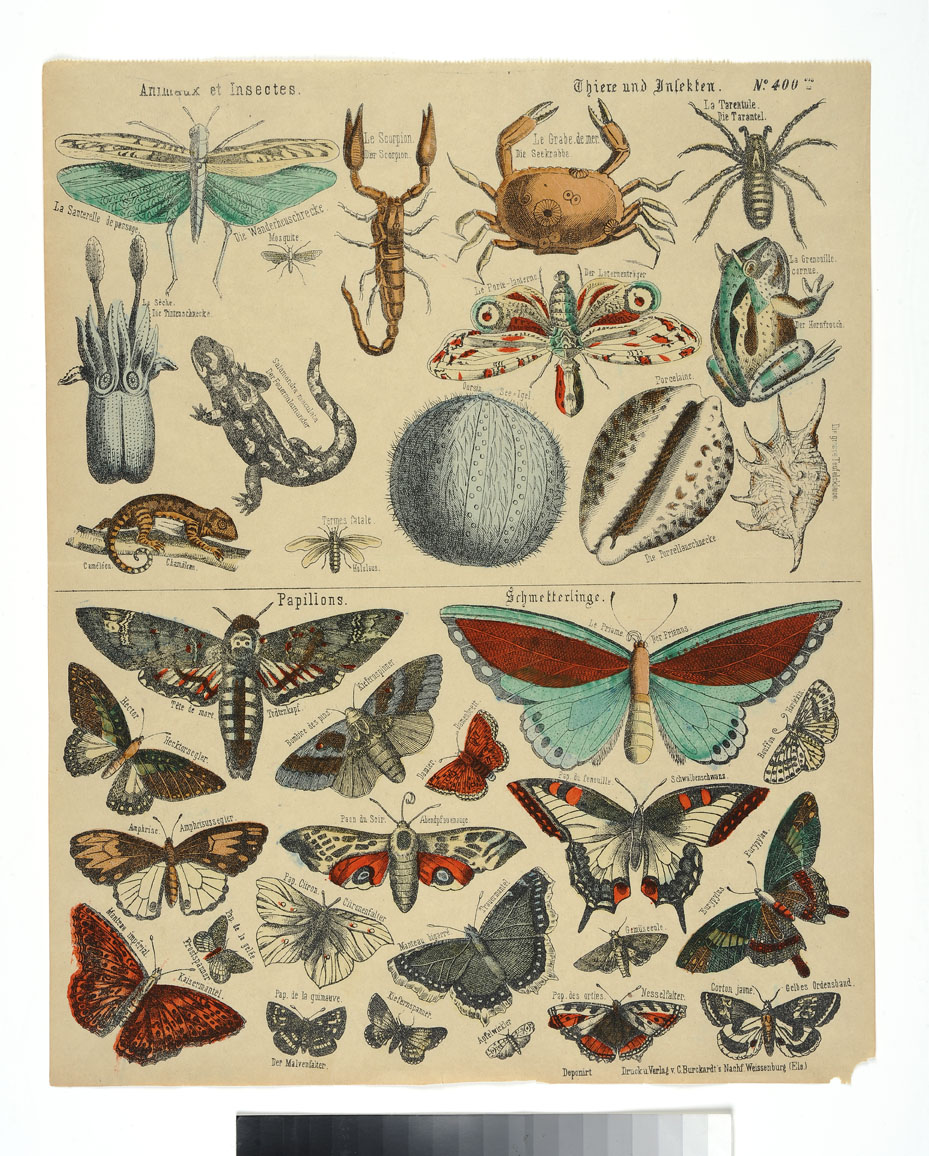
Tableau pédagogique d'insectes
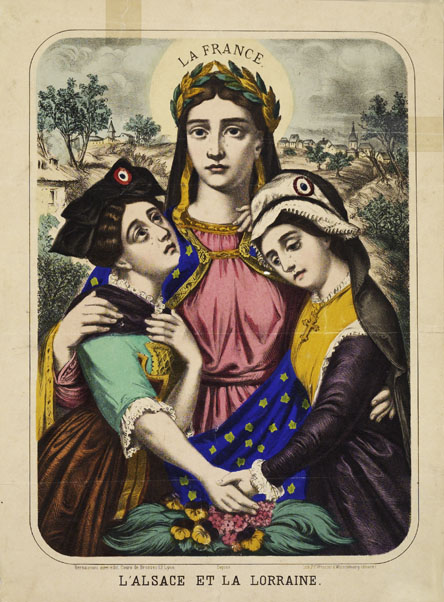
La France protégeant les provinces perdues
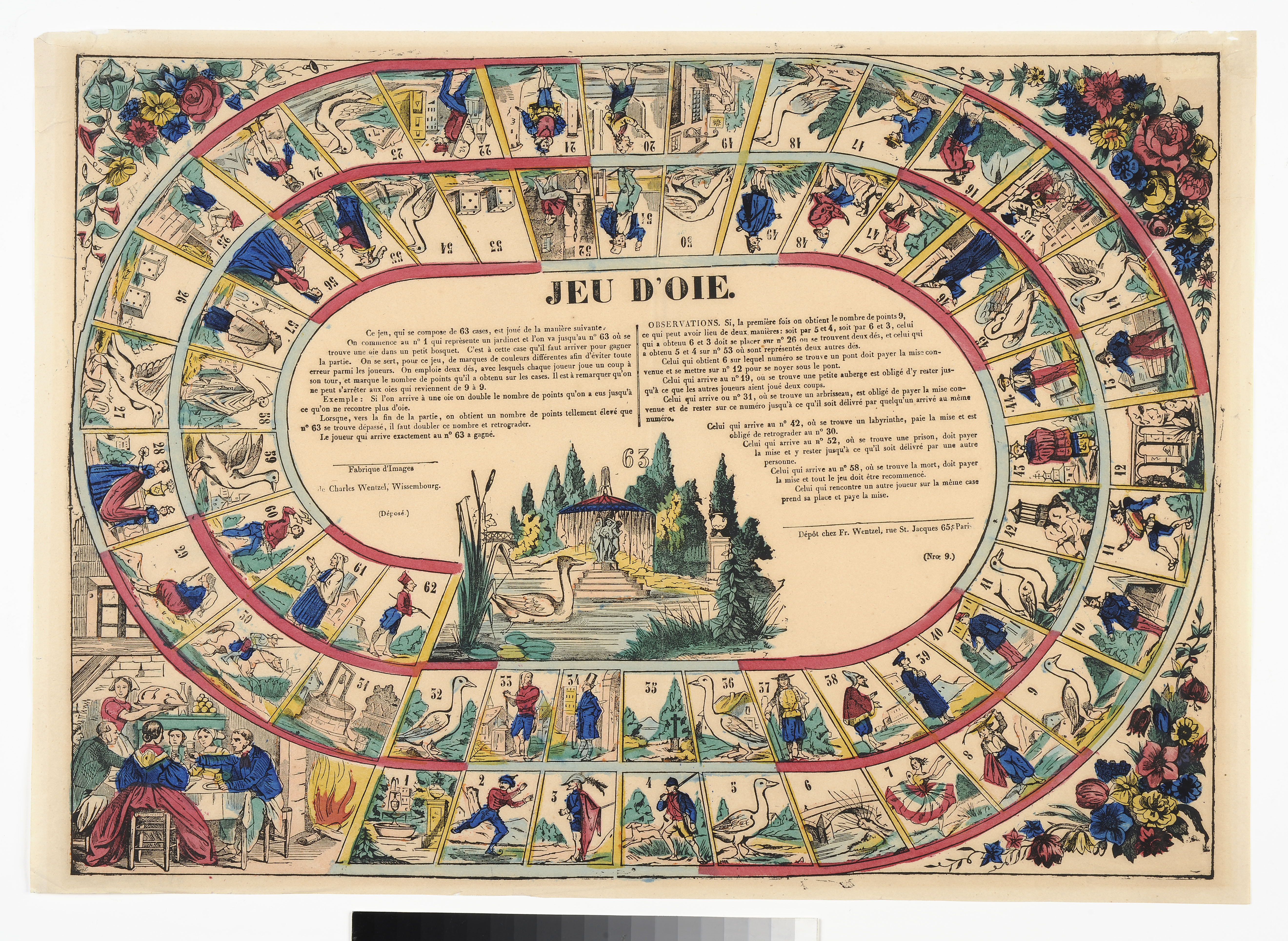
Un des jeux de l'oie de l'imagerie de Wissembourg
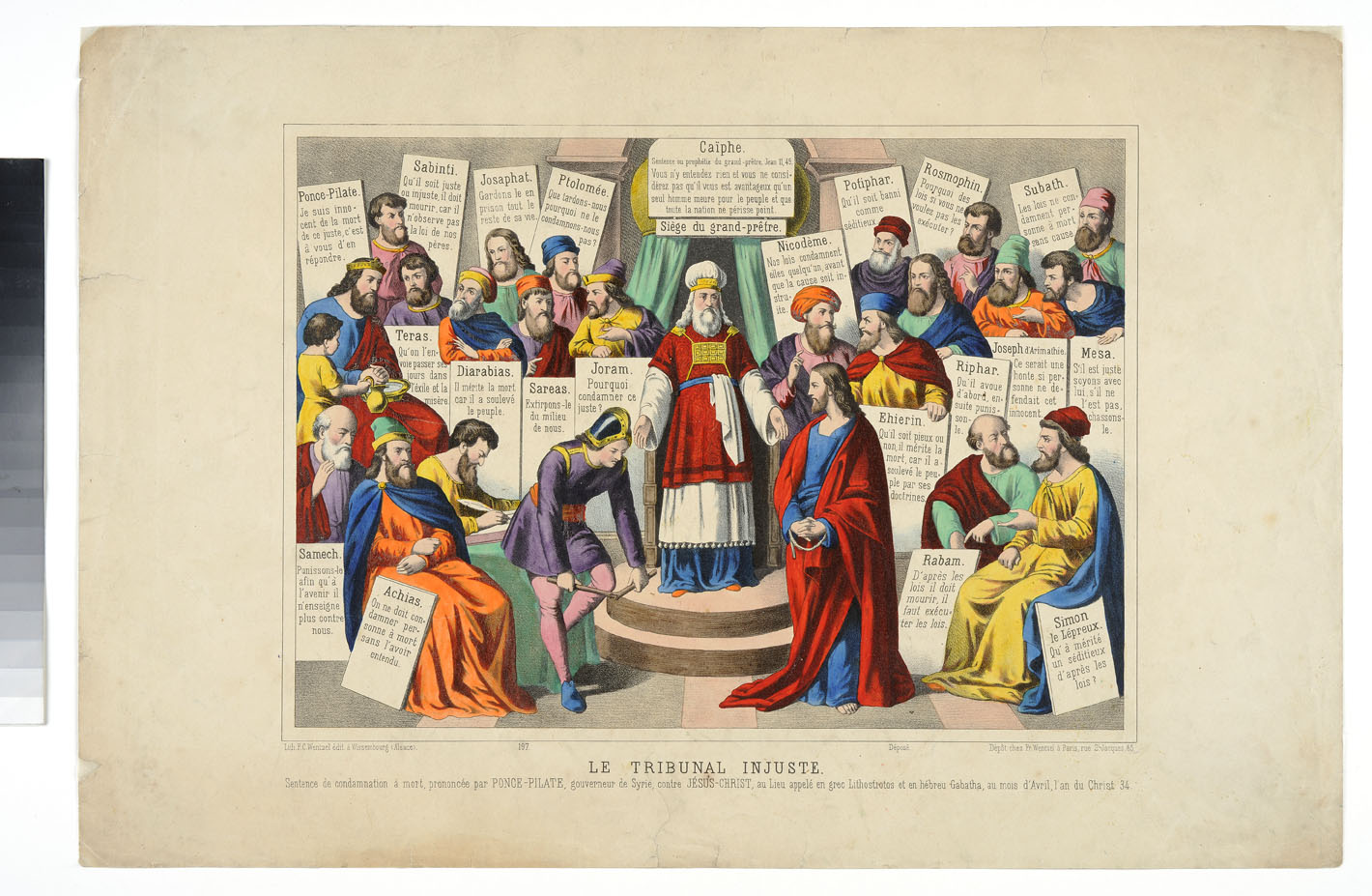
Jésus devant le Sanhédrin
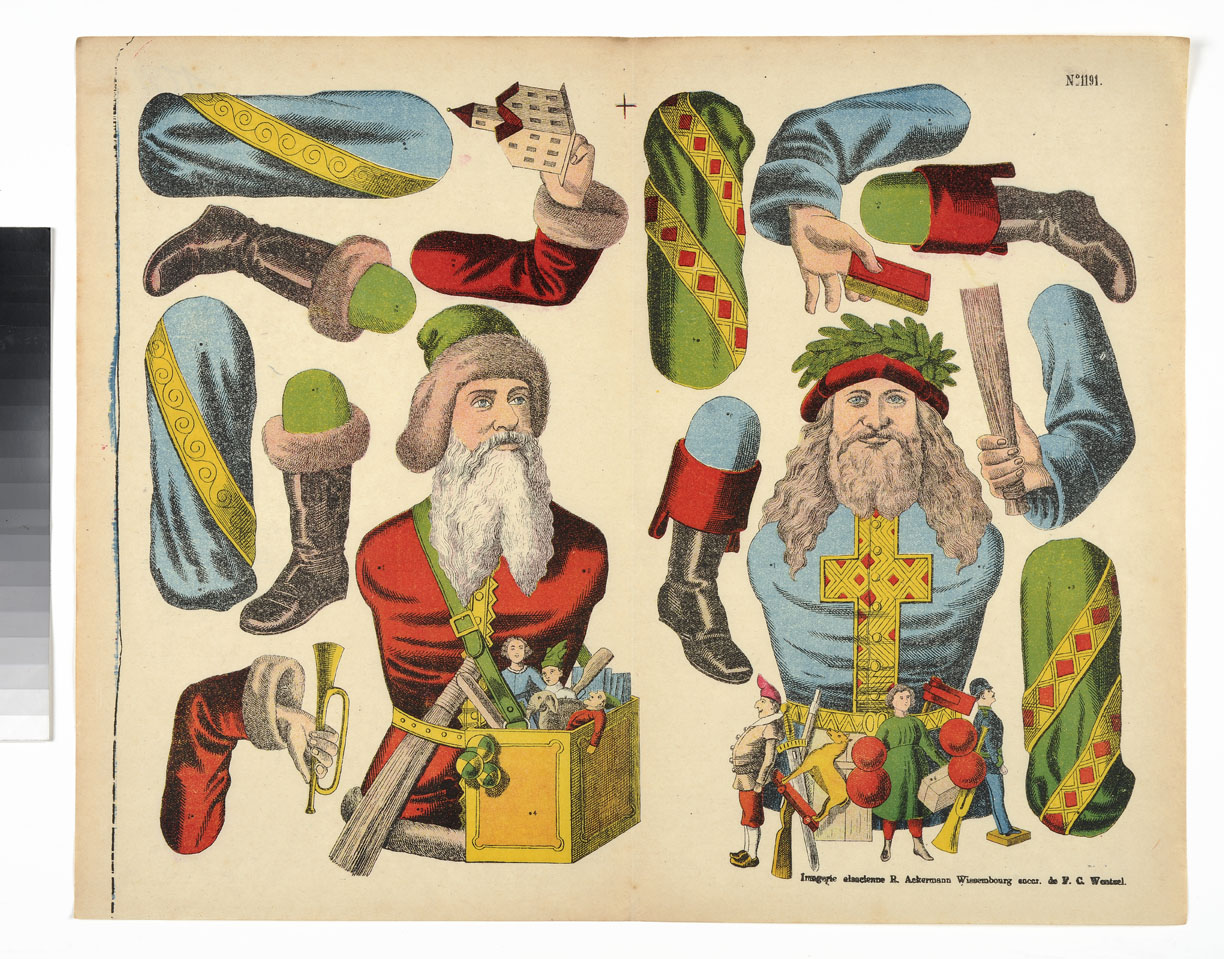
Pantins imprimés à Wissembourg
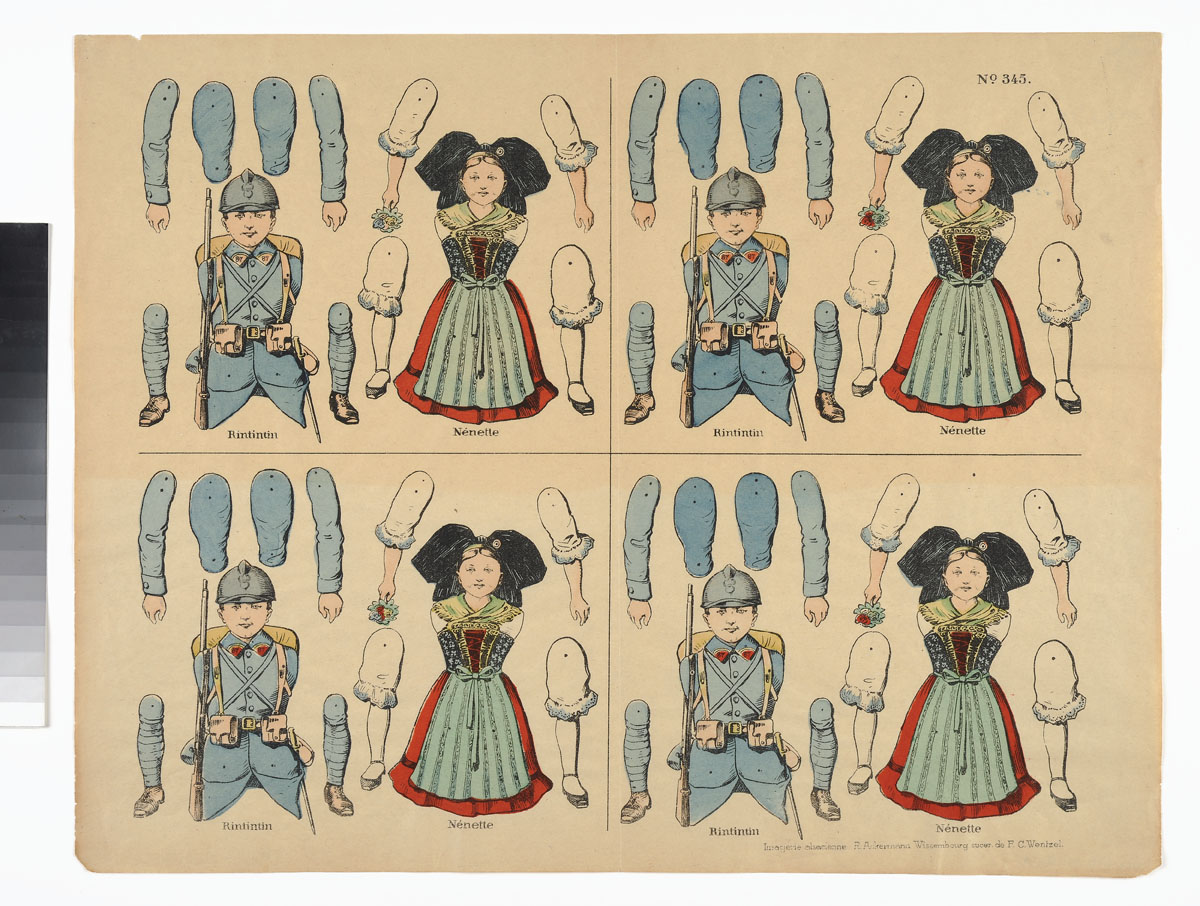
Rintintin et Nénette, poilus et Alsaciennes à découper

## Expositions temporaires
(Liste non exhaustive)
- Céramiques populaires alsaciennes, 1973
- Trésors d'art populaire alsacien : matériaux et création, 1975
- Notre pain quotidien, 1975
- Le cœur dans l'art populaire d'Alsace, 1976
- Jeux et jouets d’autrefois, 1976
- Coutumes et rites de protection en Alsace, 1977
- Images de Noël, 1977
- Peintures sous verre d’Alsace, 1978
- Grès traditionnels d’Alsace et d’ailleurs, 1978
- Costumes d’Alsace. Matières, travaux d’aiguille, 1979
- Images votives de pèlerinage, Thierenbach, Oberhaslach, 1981-1982
- Gâteaux et pâtisseries d'Alsace : moules et formes, 1982-1983
- Le Poisson dans l'art et les traditions populaires d'Alsace, 1983-1984
- Faïences populaires lorraines en usage en Alsace, 1984
- La naissance du Musée alsacien et la Revue alsacienne illustrée, 1985
- Les Marcaires - d’Malker. Éleveurs et fromagers des Hautes-Vosges, 1987
- Le mont Sainte-Odile, haut lieu de l’Alsace. Archéologie, histoire, traditions - Histoire d’un pèlerinage, 2002
- Broder sans compter : L’art de la broderie en Alsace du XVIe au XXe siècle, 2004-2005
- 100 ans, bien vivant ! - 100 Johr, als noch do ! Les débuts du Musée alsacien, 2007
- Des mondes de papier. L’imagerie populaire de Wissembourg, 2010.
- Noël au Musée alsacien, 2012
- Objets de mon amour, 2013
- Pâques au Musée alsacien, 2013
- Zoomorphes: l'animal et ses représentations dans les arts et traditions populaires d'Alsace, 2013
- Enchantements. Décors des Noël d'Alsace, 2013.
- Curieuses Pâques. Symboles énigmatiques et secrets de fabrication, avril 2014
- Réminiscences. Design / Alsace / Tradition, mai-octobre 2014
- Germain Muller : Enfin... Redde m'r devun! Enfin... Parlons-en !, janvier-juin 2015
- Passages : Rites initiatiques et funéraires, juin-juillet 2015
- Costumes d’Alsace, étoffes d’un monde, 2018[8]
- Fantasmagorie, les lanternes de peur entre science et croyance, 2021[9]
- 1909. L’Alsace à Nancy, 26 novembre 2021-23 mai 2022[10]
- Charles Fréger. Souvenir d’Alsace, 9 juin 2023-1er avril 2024[11]